# Rouen
Rouen [ʀwɑ̃] (Hörbeispielⓘ, lateinisch Rothomagus, altfränkisch/althochdeutsch Rodomo, Rudaburg, altenglisch Roðem, altnordisch Ruþaborg) ist eine Gemeinde und Hafenstadt mit 116.331 Einwohnern (Stand 1. Januar 2022) im Norden Frankreichs. Sie ist der Sitz der Präfektur des Départements Seine-Maritime, der Region Normandie und des Erzbistums Rouen, des Primas der Normandie und des Kommunalverbands Métropole Rouen Normandie.

## Geografie
Rouen liegt in Nordwestfrankreich am Unterlauf der Seine, etwa 80 Kilometer landeinwärts, 110 Kilometer nordwestlich von Paris und 68 Kilometer südöstlich von Le Havre auf einer mittleren Höhe von 77 Metern über dem Meeresspiegel. Die Mairie steht auf einer Höhe von 15 Metern über Null. Nachbargemeinden von Rouen sind Mont-Saint-Aignan im Norden, Bois-Guillaume und Bihorel im Nordosten, Bonsecours im Südosten und Le Petit-Quevilly im Südwesten. Das Gemeindegebiet hat eine Fläche von 2138 Hektar. Der Cailly, der Robec und die Aubette sind Nebenflüsse der Seine, die auf dem Stadtgebiet in die Seine münden.
Die Gemeinde ist einer Klimazone des Typs Cfb (nach Köppen und Geiger) zugeordnet: Warmgemäßigtes Regenklima (C), vollfeucht (f), wärmster Monat unter 22 °C, mindestens vier Monate über 10 °C (b). Es herrscht Seeklima mit gemäßigtem Sommer.

## Bevölkerung
Rouen hat 116.331 Einwohner (Stand 1. Januar 2022). Die Geburtenrate in Rouen betrug in den Jahren von 1999 bis 2009 13,8 Promille, die Sterberate 8,2 Promille. Die Anzahl der Haushalte betrug im Jahr 2009 67.558, davon waren 60.271 Hauptwohnsitze, 1.202 Zweitwohnsitze und 6.085 Wohnungen standen leer.

## Geschichte

### Erste Besiedlung

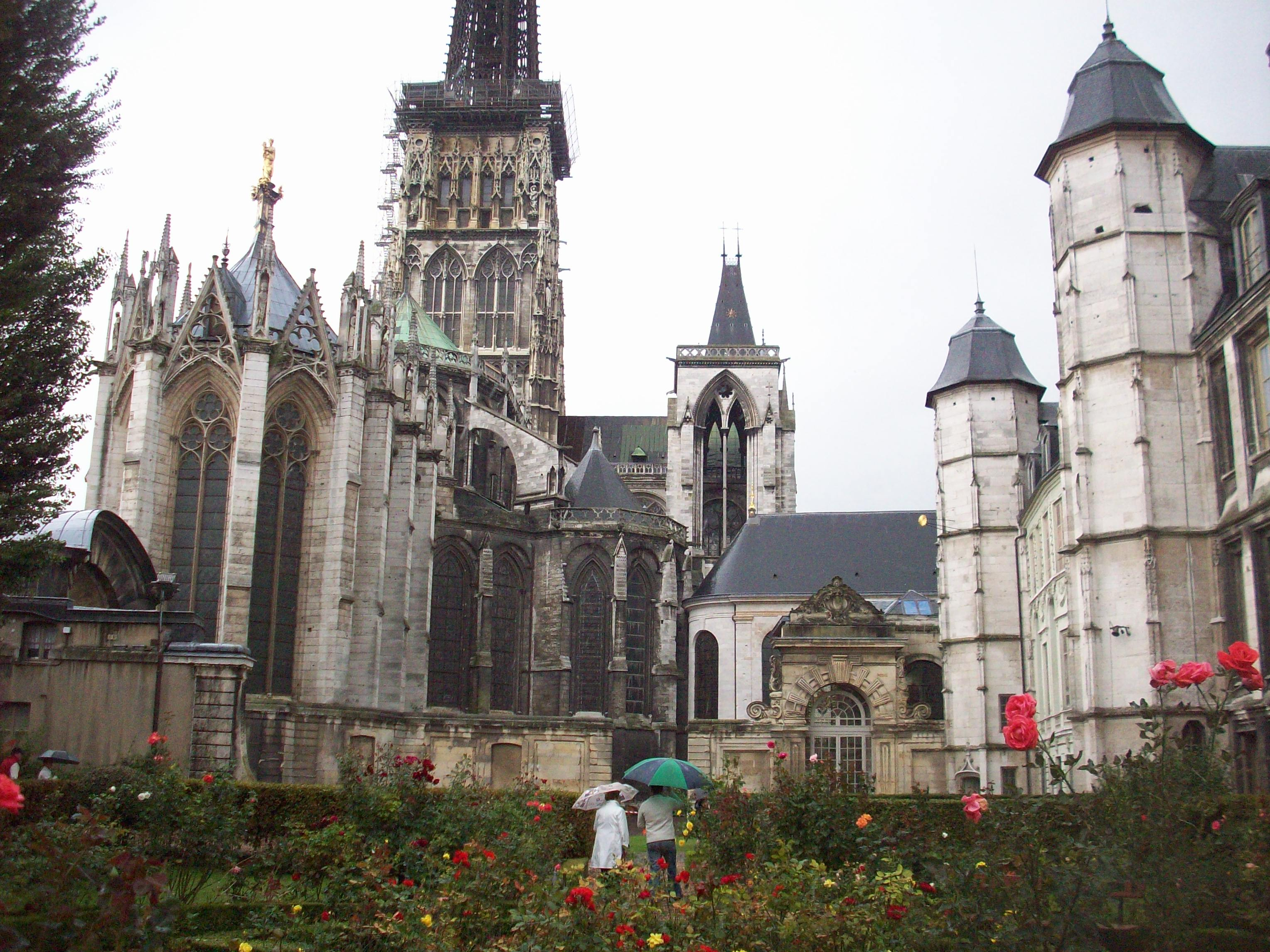
Kathedrale und Bischofssitz

Für die Jungsteinzeit lassen sich ab dem 9. bis 6. Jahrtausend v. Chr. erste Spuren menschlicher Besiedlung nachweisen. Ackerbau und Viehzucht sind in der Zeit ab dem 5. Jahrtausend v. Chr. nachgewiesen. Die hier befindliche Allée couverte von Mauny ist das einzige Galeriegrab im Département Seine-Maritime. In den 1990er Jahren entdeckte man den Einbaum von Rouen.

### Gallo-Römische Zeit
Während der gallo-römischen Zeit (52 v. Chr. bis 486) war Rouen unter dem Namen Rotomagus die civitas des keltischen Stammes der Veliocasses. Vom römischen Straßennetz lässt sich der Cardo maximus noch in den Straßen rue Beauvoisine, rue des Carmes und der rue Grand-Pont wiederfinden. Er kreuzte mit dem weniger sichtbaren Decumanus bei der Kathedrale. Ein Amphitheater lag am nördlichen Ende der rue Jeanne d’Arc in der Nähe des Jeanne-d’Arc-Turmes. Seit dem 4. Jahrhundert ist die Stadt Bischofssitz. Die Liste der Erzbischöfe von Rouen wurde im Mittelalter bis in das 3. Jahrhundert zurück rekonstruiert. Der erste urkundlich belegte Bischof von Rouen ist Avitianus. Er nahm im Jahr 314 am Konzil von Arles teil.

### Mittelalter
Ab dem Jahr 841 wurde Rouen von Wikingern überfallen. Im Jahre 911 erhielt ein Jarl (Fürst) der Wikinger namens Rollo im Vertrag von Saint-Clair-sur-Epte vom französischen König Karl dem Dritten die spätere Normandie als Grafschaft Rouen zum Lehen. Rouen wurde zur Hauptstadt.
Um 1160 schenkte Kaiserin Mathilde Rouen den Pont de Pierre, die erste Brücke über die Seine in der Stadt.
1204 wurde Rouen, das damals unter der Herrschaft des englischen Königs Johann Ohneland stand, während eines Französisch-Englischen Kriegs durch die Truppen des französischen Königs Philipp-August erobert.
Am 19. Januar 1419 während des Hundertjährigen Krieges (1337–1453) eroberte Heinrich V. von England die Stadt Rouen und unterstellte die Normandie der britischen Krone. In diesem Zusammenhang wurde Jeanne d’Arc verurteilt und am 30. Mai 1431 auf dem Scheiterhaufen verbrannt. 1449 wurde Rouen durch Karl VII. für Frankreich zurückerobert.

### Neuzeit

#### Reformation

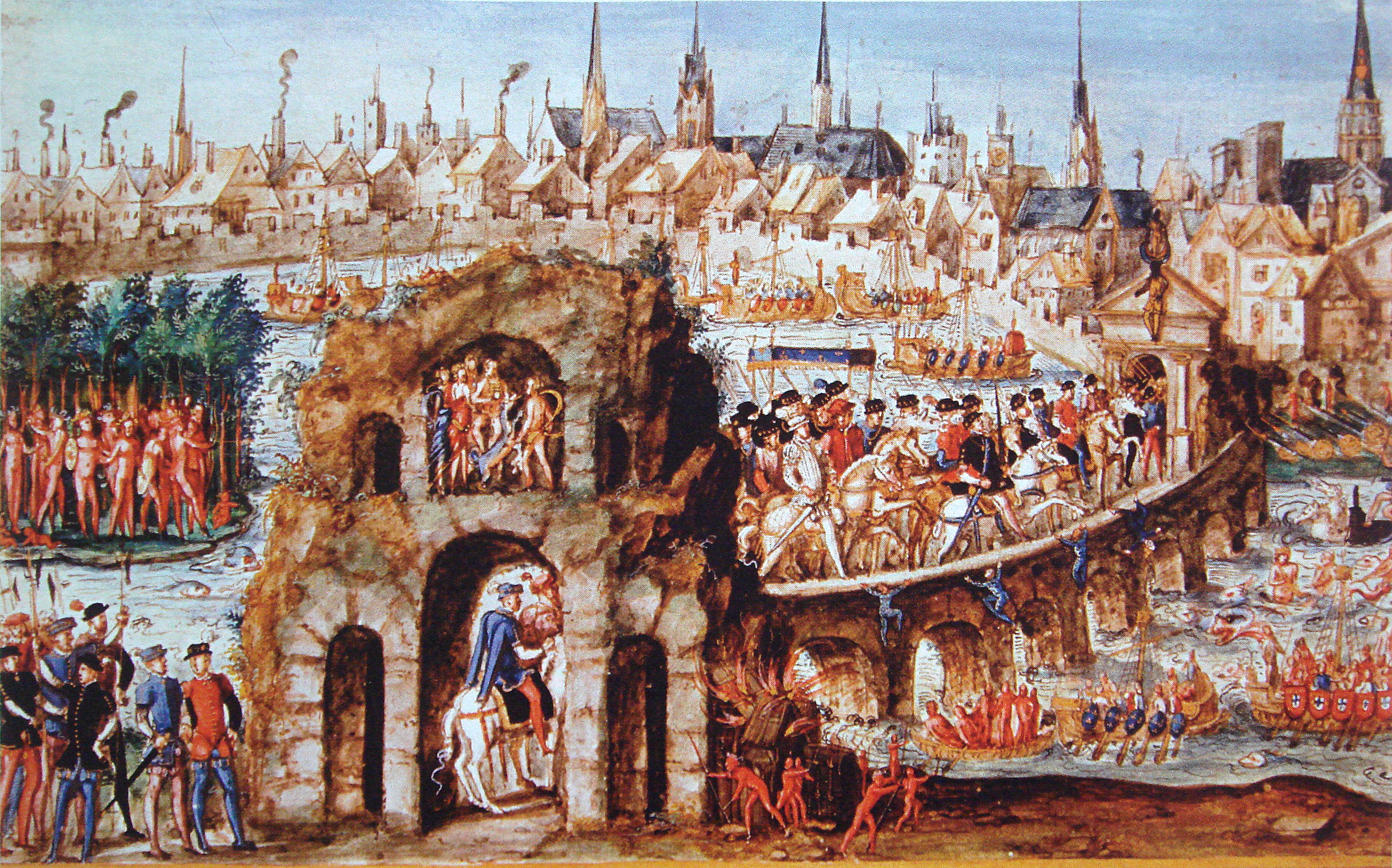
Triumphaler „brasilianischer“ Einzug Heinrichs II. in Rouen im Jahr 1550

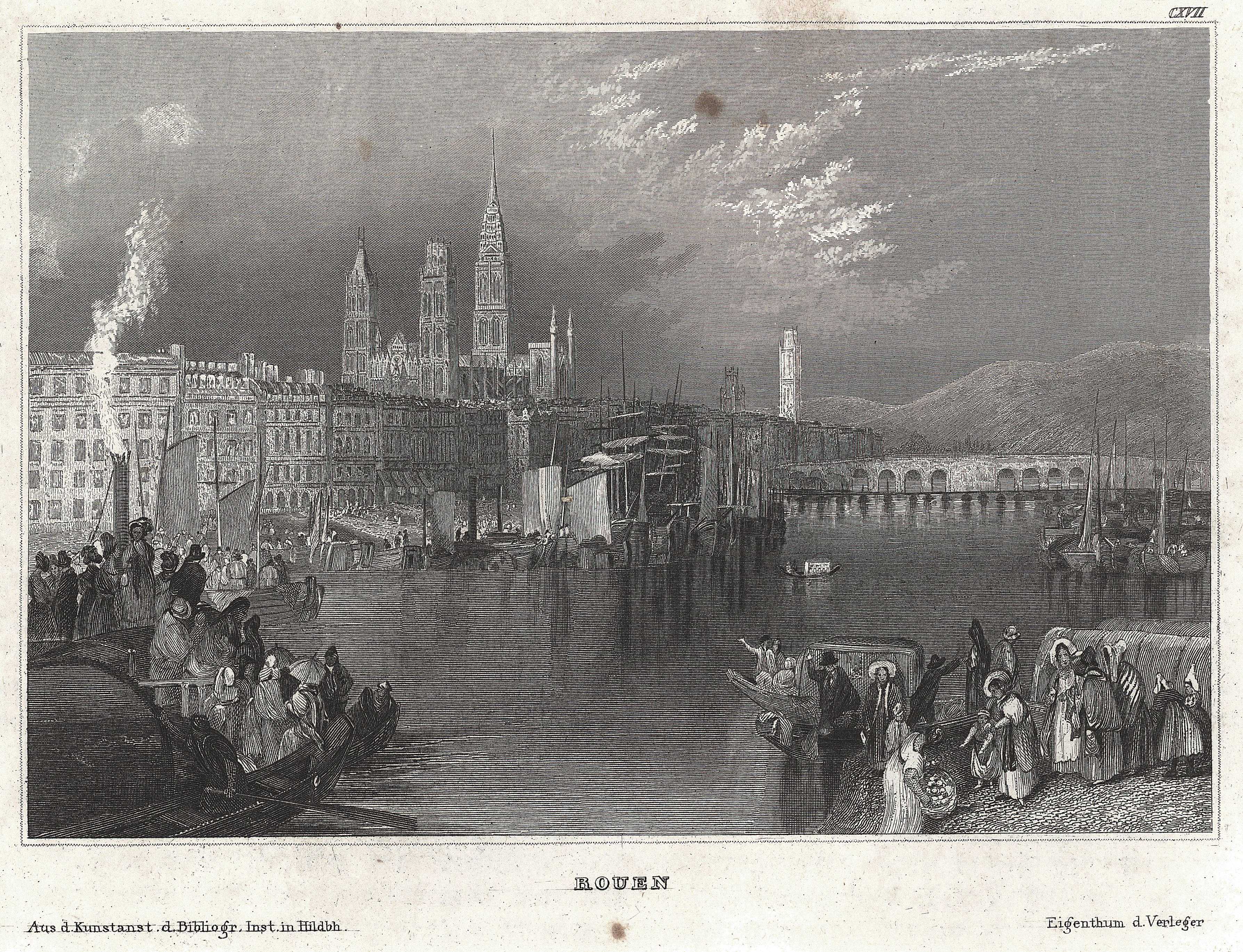
Blick auf Rouen, um 1836

Die Bewohner von Rouen nahmen die Ideen der Reformatoren Martin Luther (1483–1546) und Johannes Calvin (1509–1564) positiv auf. Die Hafenstadt war offen für Veränderungen. Zu Beginn des 16. Jahrhunderts war Rouen zu einem wichtigen Hafen des Handels mit Brasilien geworden. Die Stadt war wohlhabend, das Bildungsniveau relativ hoch und der Anteil der Lese- und Schreibkundigen ebenfalls. Auch einige der in Rouen verstärkt ausgeübten Handwerksberufe erforderten ein gewisses Maß an Bildung, zum Beispiel die Goldschmiedekunst. Die Schriften Luthers wurden daher von relativ vielen Einwohnern gelesen, und Rouen wurde eine Hochburg des Protestantismus. Bis etwa 1545 war die protestantische Gemeinde von Rouen evangelisch-lutherisch, danach calvinistisch.
1528 wurden im Verlauf der Reformation Bilder beschädigt. Im selben Jahr wurde Pierre Bar als erster Protestant in Rouen unter dem Vorwurf der Häresie auf dem Marktplatz verbrannt. Die protestantischen Schriften wurden daraufhin heimlich verbreitet, trotzdem wurden bis 1550 weitere Protestanten als Häretiker angeklagt. In den Jahren 1541, 1545 und 1551 wurden vereinzelt religiöse Kunstwerke, besonders Statuen, beschädigt.
1550 besuchte König Heinrich II. die Stadt, um den Protestantismus zu bekämpfen. Dennoch erreichte die Ausbreitung des Protestantismus erst danach, 1561, ihren Höhepunkt. 20 Prozent der Einwohner waren zu dieser Zeit Protestanten, was etwa 15.000 Personen entspricht. Die Eroberung Rouens, das von Montgomery verteidigt wurde, war 1562 einer der ersten Erfolge, welche die katholische Partei in den Hugenottenkriegen davontrug. Heinrich IV. belagerte Rouen 1591–92 vergebens und erhielt es erst 1594 durch Kapitulation.
Der Puy namens Confrérie de la Conception de Notre Dame (‚Bruderschaft von Mariä Empfängnis‘) wurde im 12. Jahrhundert als religiöse Gemeinschaft gegründet, entwickelte sich aber im Laufe der Jahrhunderte zu einer literarischen Gruppe. Der Puy bestand bis zur Französischen Revolution (1789–1799). In den Jahren 1521 und 1522 verfasste der Puy zahlreiche Kampfschriften gegen die Werke Luthers.
1557 wurde die erste offizielle calvinistische Kirche eingerichtet, nachdem seit 1546 inoffizielle Treffen im Süden Rouens stattgefunden hatten. Sie bestand bis zur Aufhebung des Edikts von Nantes mit dem Edikt von Fontainebleau im Jahr 1685. Die Stadt, die 1633 von einem schweren Orkan verwüstet worden war, verlor infolge der Aufhebung des Edikts von Nantes drei Viertel ihrer 80.000 Einwohner durch Auswanderung.

#### Moderne
| Jahr | Einwohner |
| ---- | --------- |
| 1793 | 084.323   |
| 1836 | 092.083   |
| 1851 | 100.265   |
| 1891 | 112.352   |
| 1911 | 124.987   |
| 1936 | 122.832   |
| 1946 | 107.739   |
| 1954 | 116.540   |
| 1962 | 120.857   |
| 1975 | 114.834   |
| 2010 | 110.933   |

1774 wurde Rouen von einer großen Feuersbrunst heimgesucht. 1793 erhielt Rouen während der Französischen Revolution den Verwaltungsstatus einer Gemeinde und 1801 durch die Verwaltungsreform unter Napoleon Bonaparte das Recht auf kommunale Selbstverwaltung.
Während der Julirevolution von 1830 kamen zahlreiche Abteilungen bewaffneter Einwohner Rouens nach Paris, um Karl X. zur Räumung Frankreichs zu nötigen. 1843 wurde die Eisenbahnlinie Paris–Rouen eröffnet.
Am 25. Februar 1848 wurden bei einem Tumult in Rouen die Fabrikstätten der englischen Spinnereien demoliert. Am 27. und 28. April 1848 fand hier ein Aufstand und Barrikadenkampf wegen der Wahlen statt.
Während des Deutsch-Französischen Krieges war Rouen vom 6. Dezember 1870 bis 22. Juli 1871 von preußischen Truppen besetzt.
Am 29. Oktober 1932 eröffneten die Inhaber des Pariser Kaufhauses Galeries Lafayette den ersten Monoprix-Laden, aus dem die große heutige französische Discounter-Warenhauskette hervorging.

##### Rouen vor und während des Zweiten Weltkriegs
Ab dem 12. April 1939 galt in Frankreich für alle männlichen Ausländer zwischen 20 und 40 Jahren eine Arbeitspflicht.
Im Zuge dieser Entwicklung wurden die Männer in sogenannten Compagnies de Travailleurs Étrangers (CTE, Fremdarbeiterkompagnien) zusammengefasst. In Rouen wurde zu diesem Zweck die CTE 139 stationiert, die von 1939 bis Juni 1940 bestand. Wer dort interniert wurde, ist nicht bekannt. Bekannt ist aber, dass im Mai 1940 auch deutsche Frauen, die bis dahin von Verhaftungen verschont geblieben waren, interniert wurden. Sie wurden in einer Ausstellungshalle in Rouen untergebracht. Alle diese Lager sollen im Juni 1940 in der Folge der Niederlage der französischen Armee aufgegeben worden sein.
Am 9. Juni 1940 besetzte die deutsche Wehrmacht Rouen. Sie konnte auch nicht dadurch aufgehalten werden, dass von französischer Seite vorher alle Brücken gesprengt und zur Abwehr ein Brand gelegt worden war. Dieser verwüstete weite Teile der Stadt südlich der Kathedrale, da die Deutschen den Feuerwehrleuten zwei Tage lang ein Eingreifen verweigerten.

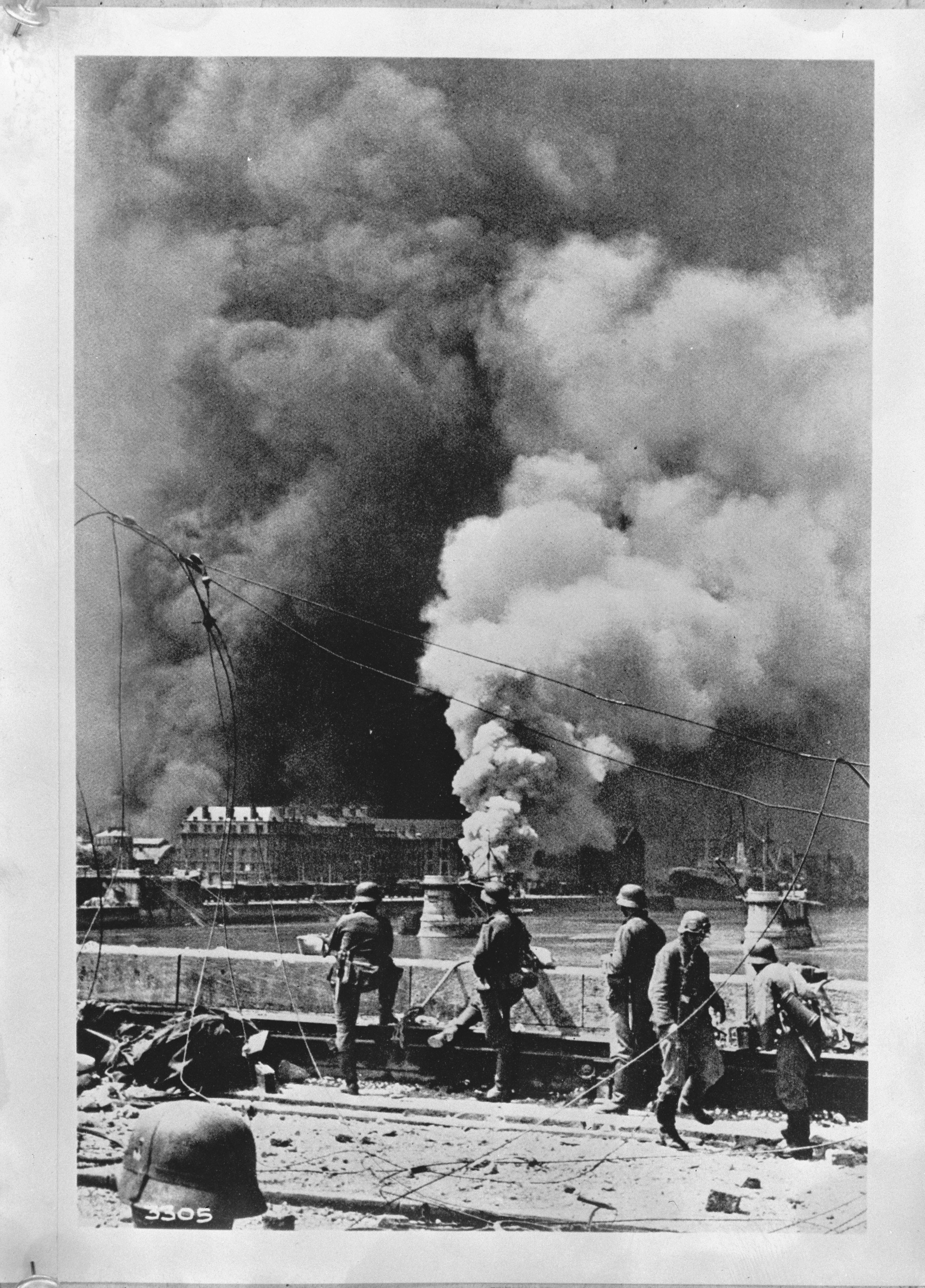
Beschuss der Stadt Rouen durch die deutsche Wehrmacht
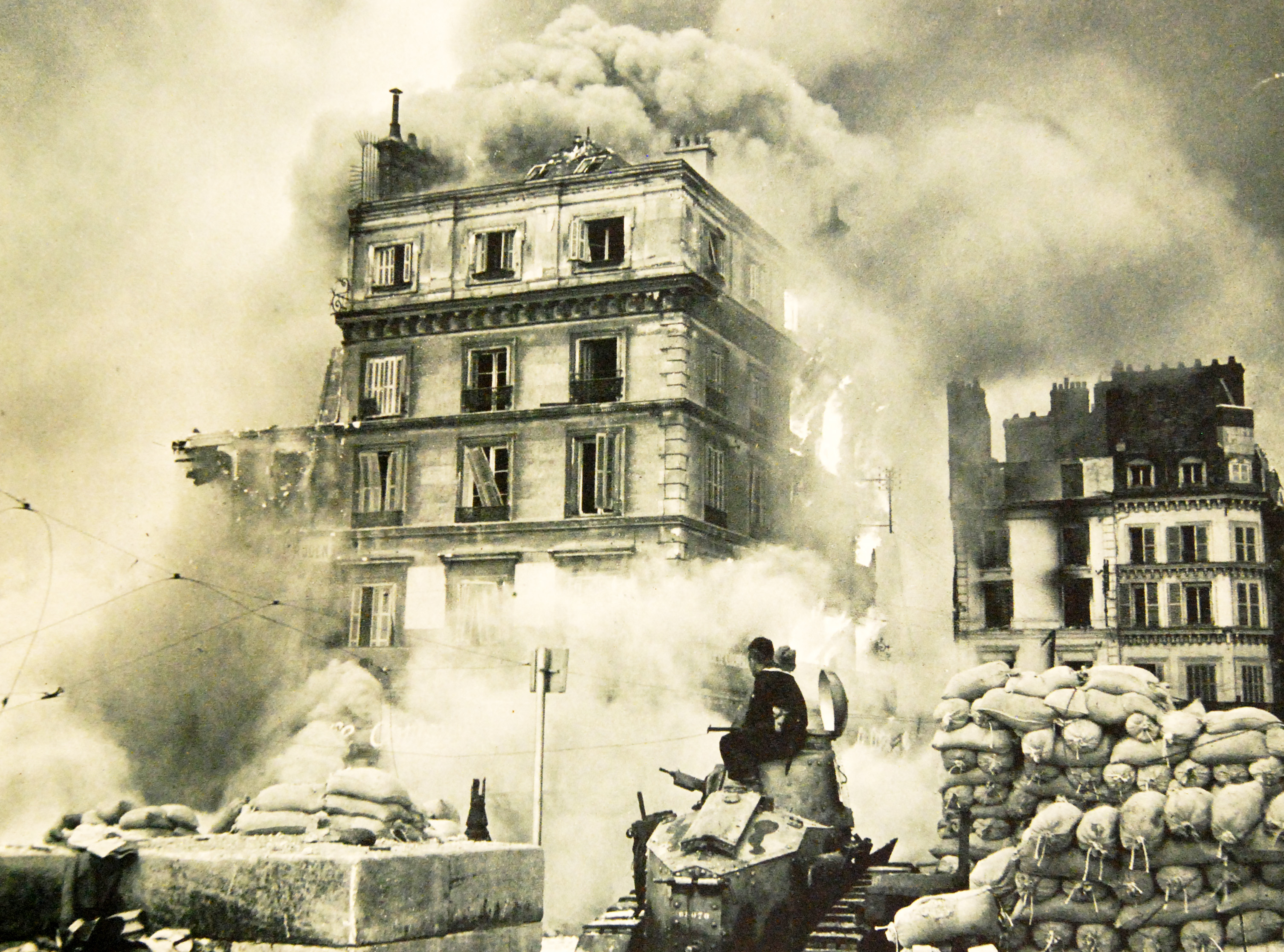
Das brennende Rouen, vermutlich im Juni 1940

Von Juni 1940 bis Ende August 1944 stand Rouen unter deutscher Besatzung. In dieser Zeit war die Stadt auch Standort mehrerer Lager für Kriegsgefangene. Von Oktober bis Dezember 1940 befand sich hier der Frontstalag 171. Bis August 1942 bestand auch noch ein Ilag, ein Internierungslager für Zivilisten aus Ländern, mit denen sich Deutschland im Krieg befand und die in Frankreich von der Besetzung überrascht worden waren.
Ein weiteres Lager, das Rouen zugeschrieben wird, sich aber tatsächlich in Sotteville-lès-Rouen befand, und zwar auf dem Gelände einer früheren Pferderennbahn, dem heutigen Parc du Champ des Bruyères, war ein sogenanntes Heilag, ein Heimkehrerlager. Dorthin wurden Anfang Oktober 1941 1.500 britische Soldaten verlegt, die zuvor in Deutschland gefangen gehalten worden waren und gegen deutsche Kriegsgefangene in England ausgetauscht werden sollten. Der für den Zeitraum 4. bis 7. Oktober 1941 angesetzte Austausch wurde jedoch von den Deutschen abgesagt. Das Lager selber bestand bis April 1943.
Am 8. Februar 1942 verkündete der Chef des Militärverwaltungsbezirk A in Nordwestfrankreich in St. Germain, Generalleutnant Friedrich von der Lippe (* 13. Mai 1879 in Berlin; † 6. Dezember 1956 in Krefeld), folgende „Bekanntmachung an die Bevölkerung“:

„Am 4. Februar 1942 fiel ein deutscher Soldat in Rouen einem feigen Mord zum Opfer. Der Täter konnte noch nicht gefasst werden. Wenn der Täter bis zum 14. Februar nicht entdeckt und verhaftet wird, werden 23 Kommunisten und Juden, unter denen der Täter zu suchen ist, auf Befehl des Militaerbefehlshabers in Frankreich erschossen. Diese werden insbesondere in der Region Rouen ausgewählt.
Darüber hinaus hat der Militaerbefehlshaber die Deportation einer beträchtlichen Anzahl von Einwohnern der Region Rouen in den Osten angeordnet.“

Ob es zu diesen Vergeltungsmaßnahmen kam, ist nicht überliefert. Die Fondation pour la Mémoire de la Déportation vermeldet lediglich für 1944 die Inhaftierung politischer Gefangener im Maison d’arrêt im Prison Bonne Nouvelle. Sie seien als Widerstandskämpfer kommunistischer, terroristischer oder subversiver Aktivitäten beschuldigt worden.
Am 19. April sowie in der Semaine rouge (Rote Woche, 30. Mai–5. Juni 1944) fanden schwere Bombardierungen durch alliierte Luftstreitkräfte statt, die vor allem die Seine-Brücken und den Güterbahnhof Sotteville-lès-Rouen zum Ziel hatten. Der Angriff im April hatte 816 Tote und 20.000 weitere Opfer in der Stadt zur Folge; am 30. Mai 1944 wurden 140 Menschen unter dem Hôtel des Douanes verschüttet. Was die historische Bausubstanz angeht, wurde die Kathedrale stark beschädigt, und Rouen verlor rund 20 bis 25 % seiner Fachwerkbauten.

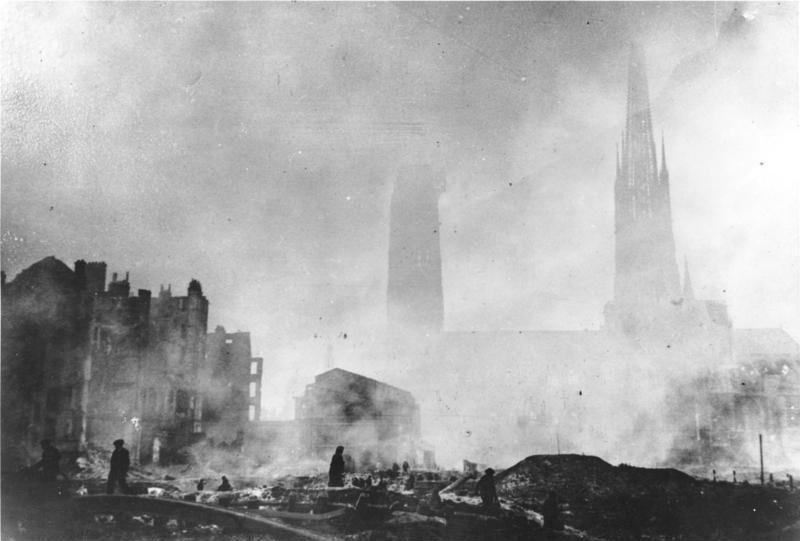
Die zerstörte Kathedrale nach den alliierten Bombenangriffen (1)
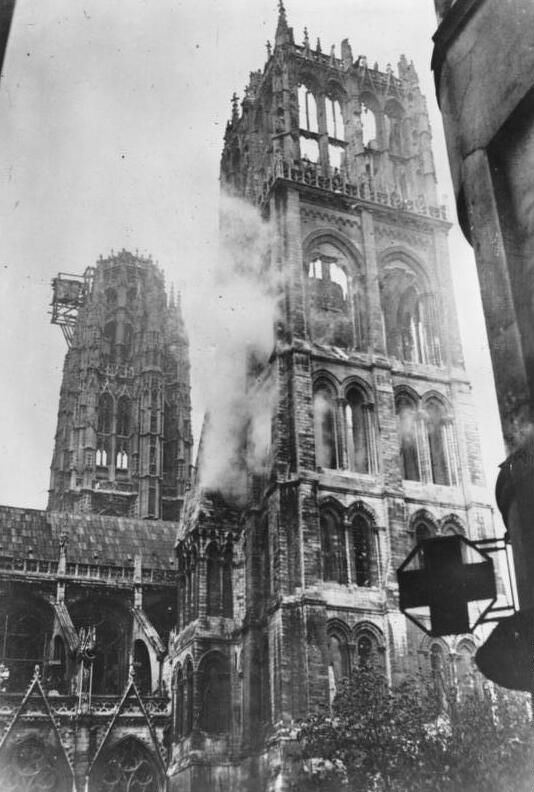
Die zerstörte Kathedrale nach den alliierten Bombenangriffen (2)
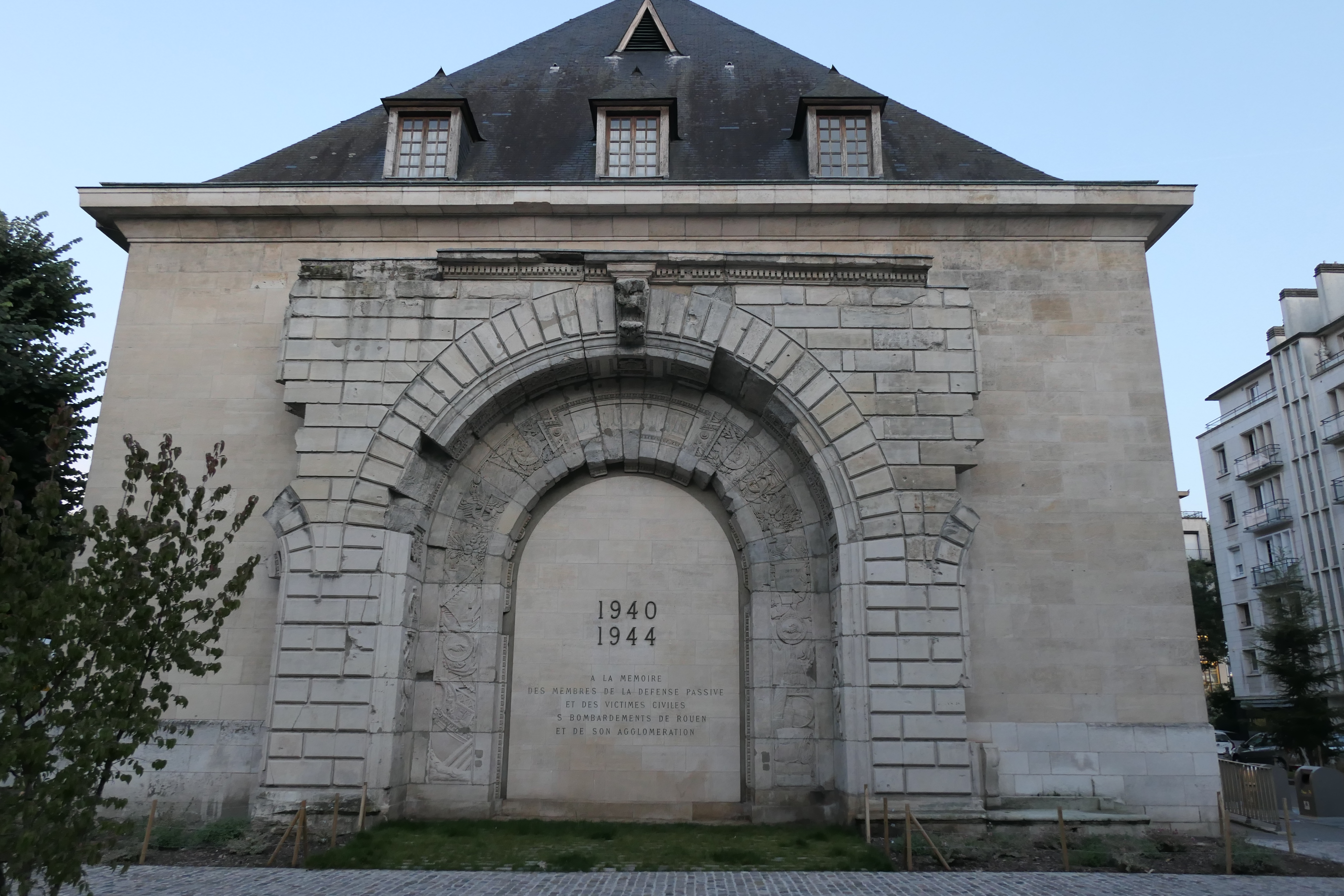
Denkmal zur Erinnerung an die Besatzung und Befreiung an der Westseite der Halle aux Toiles
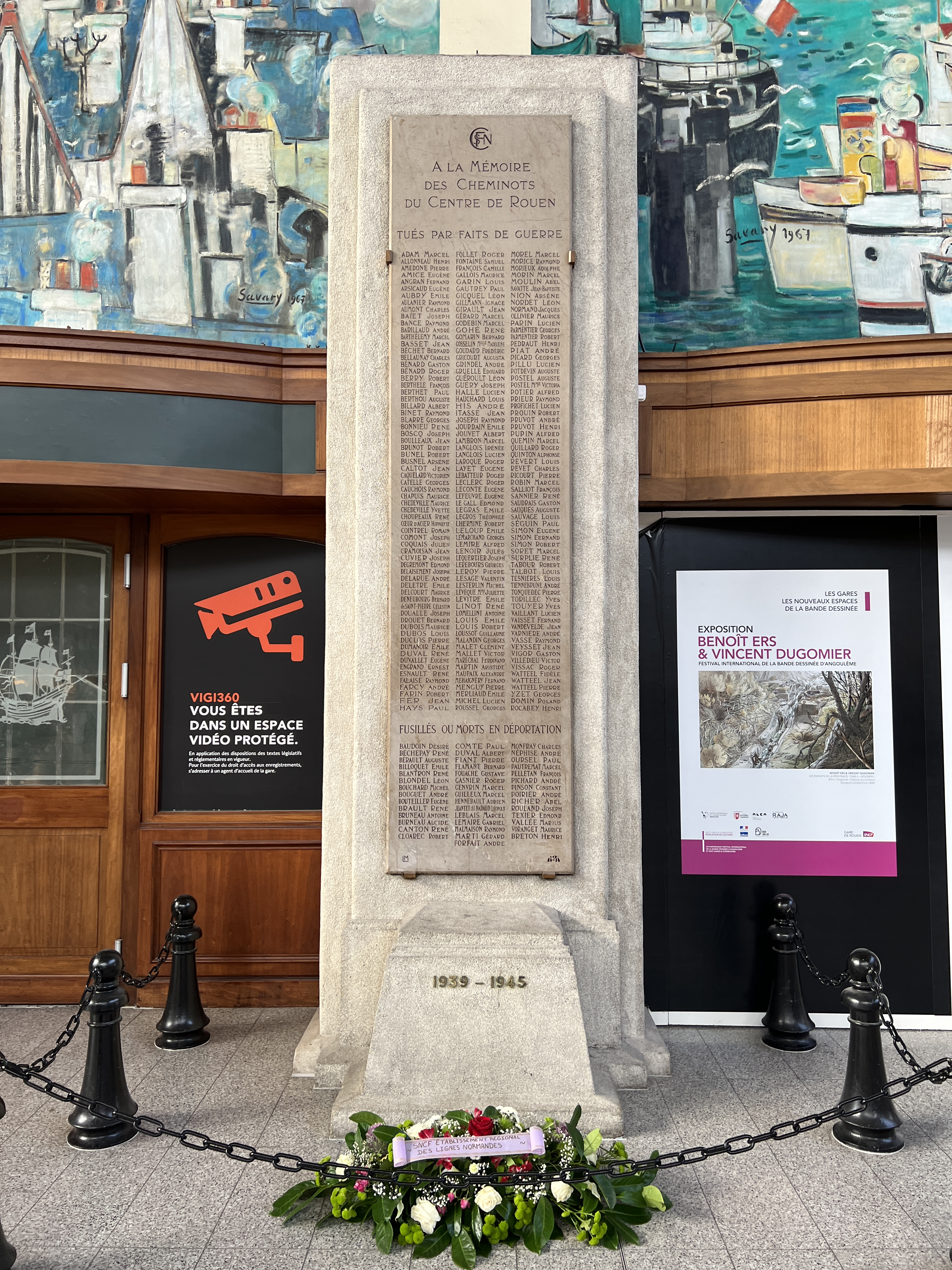
Denkmal zur Erinnerung an die durch Kriegshandlungen getöteten sowie an die erschossenen oder in der Deportation verstorbenen Eisenbahner (im Innenbereich des Bahnhofs Rouen)

Vor der Befreiung der Stadt am 30. August 1944 zogen sich die deutschen Truppen in Richtung Seine zurück. 50.000 Soldaten überquerten laut einer Studie des britischen Heeresdienstes von 1945 hier die Seine. Ebenso wurden auch 4.000 Fahrzeuge auf das rechte Ufer gebracht. Das gelang mit Hilfe weniger Fähren und dank einer teilweise wiederhergestellten Brücke.
Die deutschen Truppenkonzentrationen blieben den Alliierten nicht verborgen, und es kam um den 25. August herum zu abermaligen Bombardierungen von Rouen und seinen Kais. 1.700 Fahrzeuge der deutschen Wehrmacht wurden zerstört oder blieben am linken Ufer der Seine zurück. 300 deutsche Soldaten wurden auf einem Feld in der Nähe der Kais begraben.
Anlässlich einer Gedenkveranstaltung zur Befreiung von Rouen lautete 2015 die Bilanz: „1944 waren es die anglo-kanadischen Truppen, die Rouen befreiten. Eine Stadt, deren historisches Zentrum während des vierjährigen Krieges durch Brände und 25 Bombenangriffe zerstört wurde.“

##### Rouen nach dem Zweiten Weltkrieg
In den Jahren 1948 bis 1955 wurden die Brücken und der Bahnhof durch Marcel Lods wiedererbaut. Die Innenstadt wurde nach Plänen Jacques Grébers wiederaufgebaut, die dieser bereits in den 1940er Jahren nach dem großen Brand beim Einmarsch der deutschen Wehrmacht entwickelt hatte. In der Rue Saint Denis befindet sich eine Gedenktafel zu Ehren von René Dufour, der ebenfalls eine wichtige Rolle beim Wiederaufbau von Rouen spielte.(Lage) Nach dem Krieg war beschlossen worden. die Kais zu erhöhen. Dies führte zu starken Verzögerungen beim Wiederaufbau der Stadt, der sich über zwei Jahrzehnte erstreckte. Dadurch bedingt, „war der Wiederaufbau Rouens im Gegensatz zu anderen Städten in der Normandie kein Modell für eine städtebauliche Stimmigkeit“.

## Städtepartnerschaften
| Stadt     | Land                   |
| --------- | ---------------------- |
| Alytus    | Litauen                |
| Cleveland | Vereinigte Staaten     |
| Danzig    | Polen                  |
| Hannover  | Deutschland            |
| Ningbo    | Volksrepublik China    |
| Norwich   | Vereinigtes Königreich |
| Salerno   | Italien                |
| Uelzen    | Deutschland            |

## Kultur und Sehenswürdigkeiten

### Überblick
Rouen ist mit zwei Blumen im Conseil national des villes et villages fleuris („Nationalrat der beblümten Städte und Dörfer“) vertreten. Die „Blumen“ werden im Zuge eines regionalen Wettbewerbs verliehen, wobei maximal vier Blumen erreicht werden können.
Seit 2003 trägt Rouen die Bezeichnung Ville amie des enfants (kinderfreundliche Stadt), die von der UNICEF Frankreich verliehen wird. Außerdem trägt die Stadt die offizielle Bezeichnung „Französische Stadt der Kunst und der Geschichte“.
In Rouen gibt es 10 Bibliotheken, 8 künstlerische Schulungsstätten, 26 Theatersäle, 11 Museen und 7 sozio-kulturelle Zentren.
Kulinarisch ist Rouen durch die Ente auf Rouener Art bekannt, zu der auch die Sauce rouennaise gereicht wird. Als Ausgangsprodukt ist die große Entenrasse Rouener Ente (Canard rouennais) mit einem Schlachtgewicht von 2,5 bis 3 kg ideal.

### Bauwerke

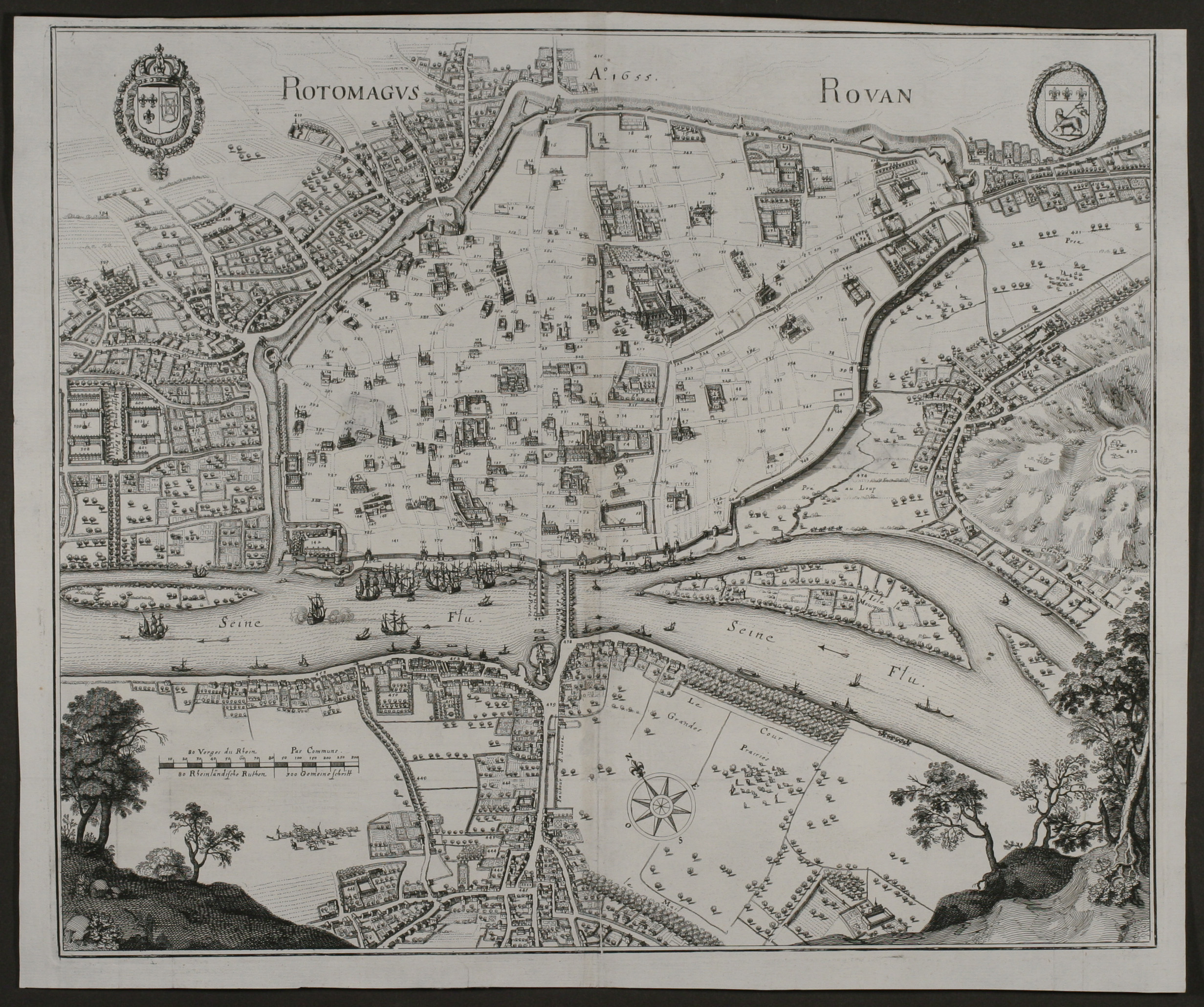
Karte von Rouen nach Merian 1657

#### Stadtmauer und Wohnhäuser
Rouen war im Spätmittelalter und der Renaissance mit etwa 40.000 Einwohnern eine Großstadt nach europäischen Maßstäben, von der noch zahlreiche und bedeutende kirchliche und profane Bauten erhalten geblieben sind. Eine Stadtmauer umschloss ein großes Areal; sie ist weitgehend verschwunden, aber am Verlauf der ringförmig geführten Straßen noch ablesbar. Seit dem 19. Jahrhundert wurden diese Bauwerke der Altstadt Vieux Rouen zunehmend als Kunstwerke entdeckt und in zahlreichen Bildern festgehalten. Victor Hugo hat die Stadt als Stadt der hundert Kirchtürme bezeichnet. Allerdings wurden im 19. Jahrhundert verschiedene Boulevards als neue breite, gerade Straßenachsen durch das unregelmäßige Netz der mittelalterlichen Gassen geschlagen. Weitere Bauwerke wurden durch Bombardements während des Zweiten Weltkriegs beschädigt oder zerstört, vor allem im Bereich zwischen Kathedrale und Seine, wo Neubauten der Nachkriegszeit das Stadtbild prägen. Dennoch sind heute noch an die zweitausend Fachwerkhäuser aus der Zeit seit dem Spätmittelalter erhalten.

#### Religiöse Bauwerke

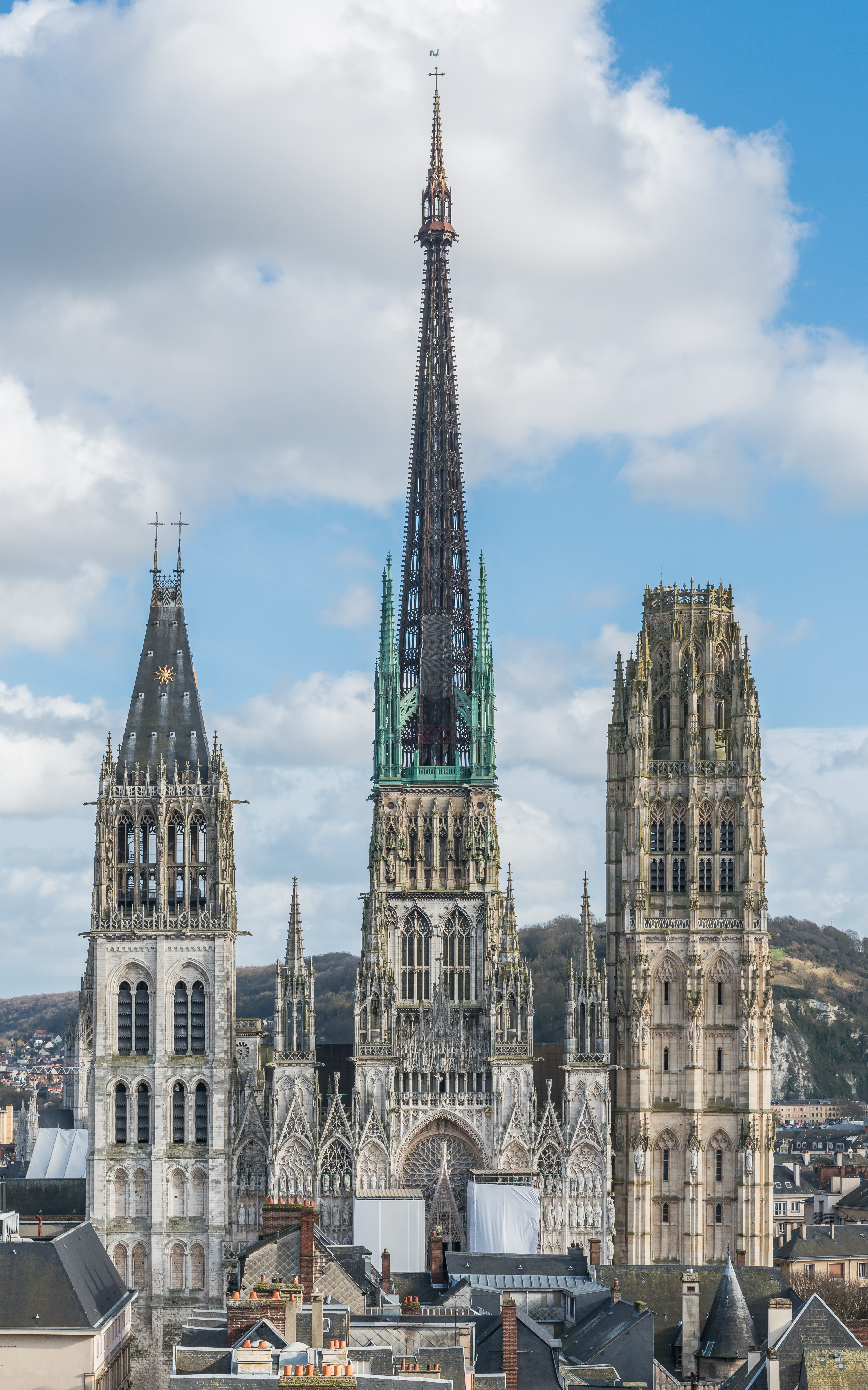
Kathedrale von Westen gesehen

- Die gotische Kathedrale von Rouen wurde um 1180 im Westen als Ersatz eines älteren Bauwerkes begonnen. Um 1235/1237 war der Bau mit dem Chor im Osten vollendet. Ab ca. 1280 wurden die Querhausfassaden erneuert. Die Westfassade entstand ab den 1370er Jahren und wurde um 1450 fertiggestellt. Das Bauwerk inspirierte Claude Monet zu dem berühmten gleichnamigen Bilderzyklus.

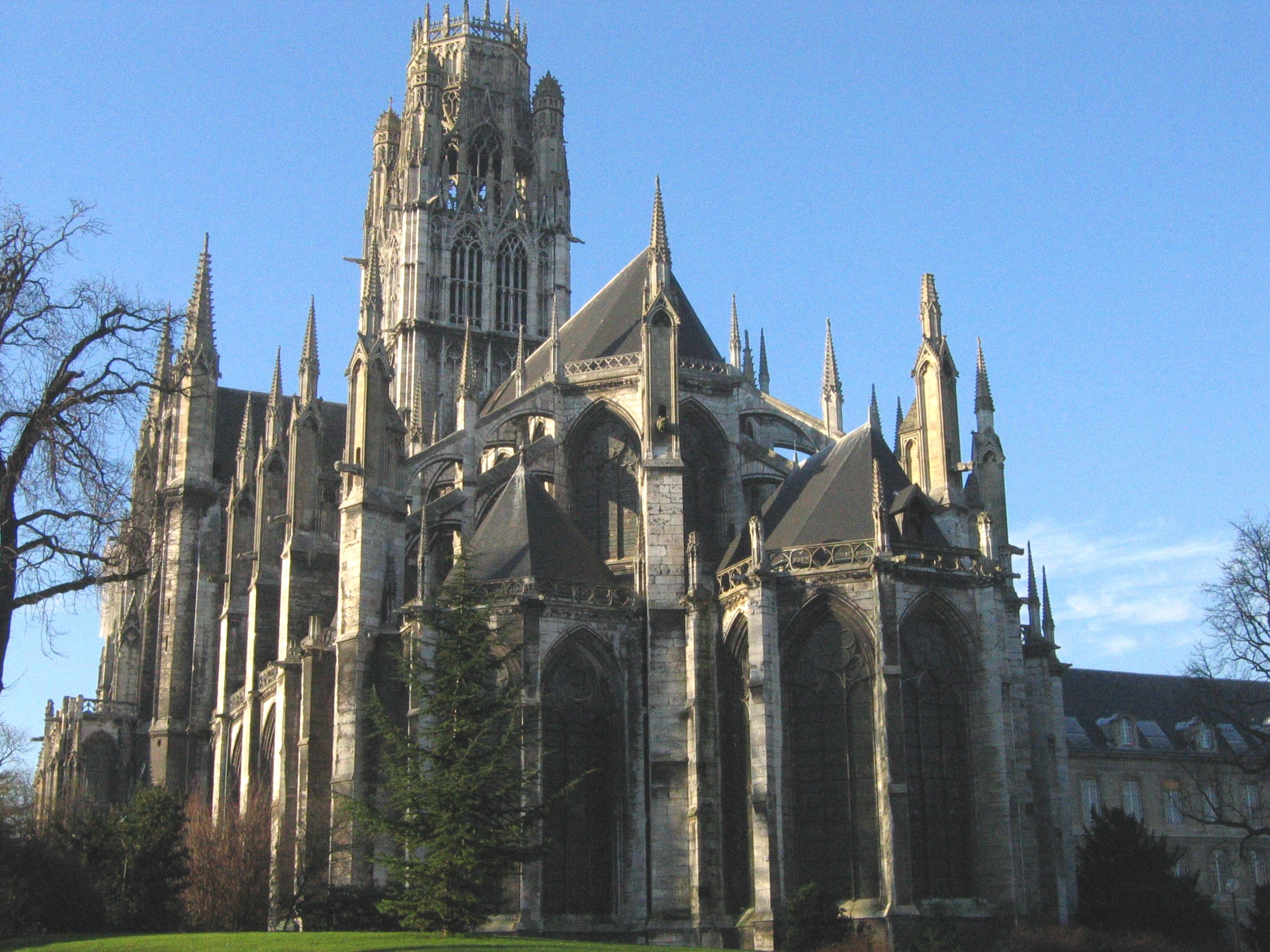
Ehemalige Abteikirche Saint-Ouen

- Die Kirche Saint-Ouen ist eine 1318 begonnene ehemalige Abteikirche im gotischen Stil von 130 Metern Länge. Sie beherbergt eine der größten Orgeln Aristide Cavaillé-Colls, eingeweiht am 17. April 1890 durch Charles-Marie Widor.

- Die Kirche Saint-Maclou wurde ab 1436 an der Stelle eines älteren Gotteshauses im Stil der Flamboyant-Gotik (Spätgotik) neu errichtet. 1521 fand die Kirchweihe statt. Die Sakristei wurde 1535 gebaut. Das Innere des Chorraums wurde von 1775 bis 1782 neu gestaltet. Von 1868 bis 1871 wurde der Kirchturm restauriert. Der Chor wurde im Zweiten Weltkrieg stark beschädigt und formgetreu wieder aufgebaut. Die Kirche wurde 1840 als Monument historique klassifiziert und damit unter Denkmalschutz gestellt.[32]
- Die spätgotische reformierte Kirche St-Éloi.
- Synagoge
- Cimetière Monumental (Rouen), Friedhof (1828)

#### Weltliche Bauwerke
- Der Turm Jeanne d’Arc ist als Donjon einer der letzten Reste der um 1200 erbauten Burg. Hier wurde Jeanne d’Arc 1431 von den Richtern verhört. Im 19. Jahrhundert erhielt der Turm seinen oberen Abschluss mit dem hölzernen Wehrgang.
- Der große Uhrenturm (frz. Le Gros Horloge), eine große astronomische Uhr aus dem 14. Jahrhundert, ist eine beliebte Sehenswürdigkeit direkt in der Innenstadt.
- Das Hôtel de Bourgtheroulde wurde 1486–1531 als schmuckreiche Renaissancearchitektur erbaut und beherbergt seit 2010 ein Luxushotel

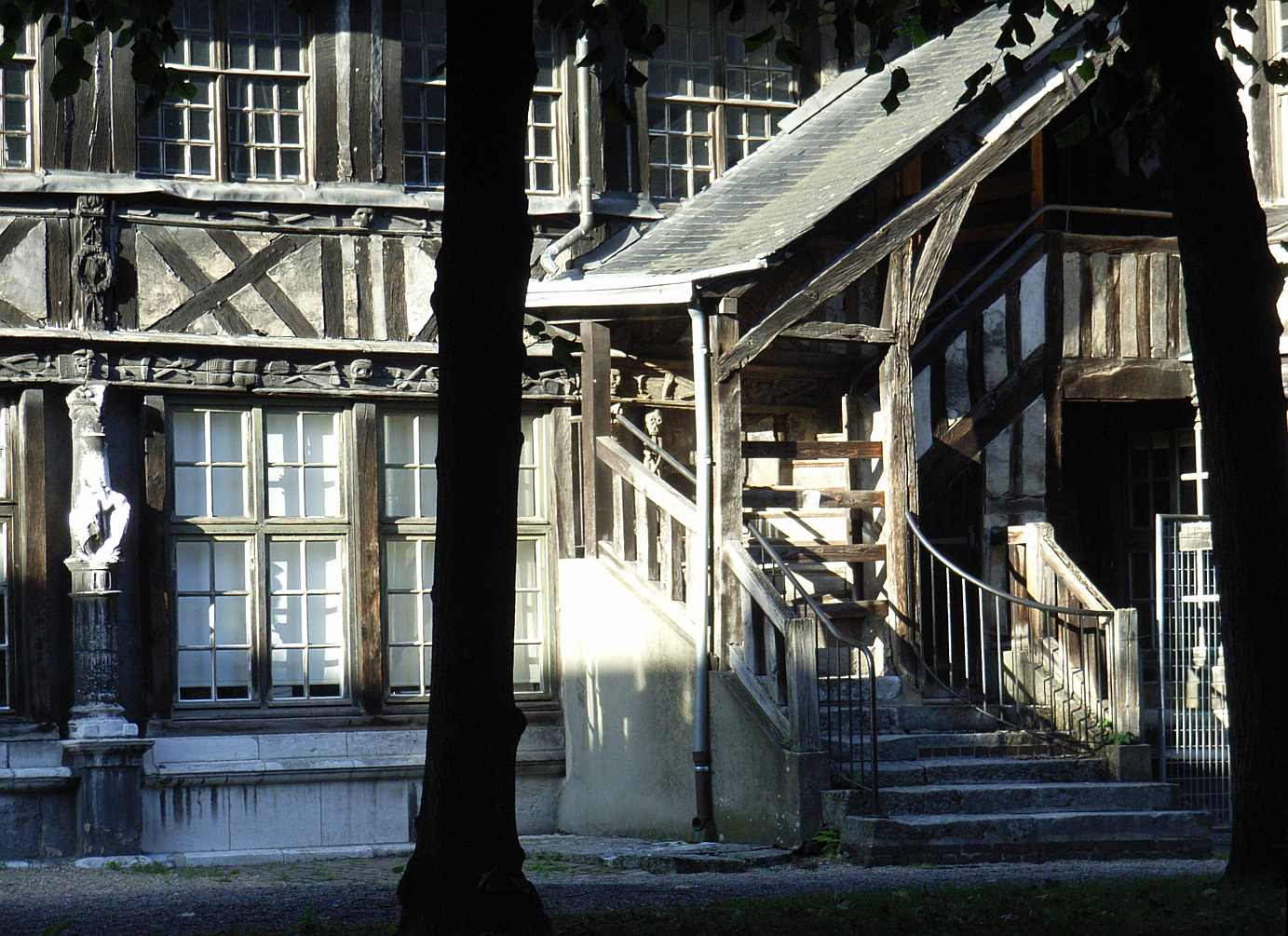
L’aître Saint-Maclou

- Das Pest-Beinhaus L’aître Saint-Maclou: das 1348 angelegte Beinhaus ist von mit Schnitzereien von Totentanzszenen verzierten Holzgalerien (um 1530) umschlossen. Die Gebäude beherbergen heute Kunstateliers.
- Le Palais de Justice: Der Justizpalast, ab 1509 von R. Leroux erbaut, ist das größte nichtsakrale gotische Gebäude Europas. Unter dem Hof wurde das älteste jüdische Bauwerk Frankreichs entdeckt (um 1100).
- Am Place du Vieux-Marché wurde am 30. Mai 1431 Jeanne d’Arc verbrannt. Seit 1979 steht am Platz die Kirche Ste-Jeanne-d’Arc, die auch die Kirchenfenster der 1944 zerstörten Kirche St-Vincent aus dem 16. Jahrhundert aufnahm.
- Am Place de la Pucelle wurde beim Bau eines Parkhauses eine eingefasste Quelle aus dem 2. bis 3. Jahrhundert entdeckt. Eine Rekonstruktion dieser Quelle kann in der Eingangshalle des Gebäudes der EDF besichtigt werden.[33]

### Museen
- Le Secq des Tournelles: im Museum Le Secq des Tournelles befindet sich eine weltweit einmalige Sammlung von Schmiedestücken (Werkzeuge und Schlösser)
- Musée des Beaux-Arts: Gemälde aus dem 15. bis 20. Jahrhundert (unter anderem Caravaggio, Velázquez, Géricault, Delacroix, Dufy, Boudin und Monet)
- Musée de la Céramique: Keramikmuseum im Hotel d’Hocqueville
- Musée maritime fluvial et portuaire: Museum über die Geschichte des Hafens von Rouen und die Seefahrt
- Panorama XXL: In einer eigens erbauten Rotunde auf der rechten Uferseite der Seine werden seit dem 20. Dezember 2014 die monumentalen Rundbilder des Künstlers Yadegar Asisi gezeigt.[34]
- Das Historial Jeanne d’Arc öffnete 2015 im Bischofspalast von Rouen seine Pforten, an dieser Stelle wurde die französische Nationalheldin Jeanne d’Arc verurteilt und rehabilitiert. Anhand szenischer Video-Installationen werden das Leben der Johanna und der Rehabilitierungsprozess dargestellt.
- Das Musée Flaubert et d'histoire de la médecine (Museum Flaubert und der Geschichte der Medizin) ist im Geburtshaus Gustav Flauberts im alten Krankenhaus (Hôtel-Dieu) untergebracht. Es stellt einerseits Mobiliar und Gebrauchsgegenstände aus dem Umfeld Flauberts und andererseits medizinische Apparate und Gebrauchsgegenstände aus dieser Zeit aus (Flauberts Vater war Leiter des Krankenhauses). Unter anderem ist Loulou, Flauberts Papagei, zu sehen. Die Ausstellung wird mit Texten von und zu Flaubert vervollständigt.[35]
- Von September 2019 bis September 2021 fand nördlich von Rouen die Ausstellung La Forêt Monumentale statt, für die 14 Künstler monumentale Werke entlang eines 4 km langen Waldwegs errichteten[36].

### Sport und Freizeit

#### Sporteinrichtungen
- 6 Stadien, darunter das Stade Robert-Diochon, das allerdings auf dem Gebiet der Nachbargemeinde Le Petit-Quevilly liegt.
- 15 Sporthallen, darunter die 2012 eröffnete Kindarena.
- 4 Schwimmbäder
- 1 Eislaufhalle

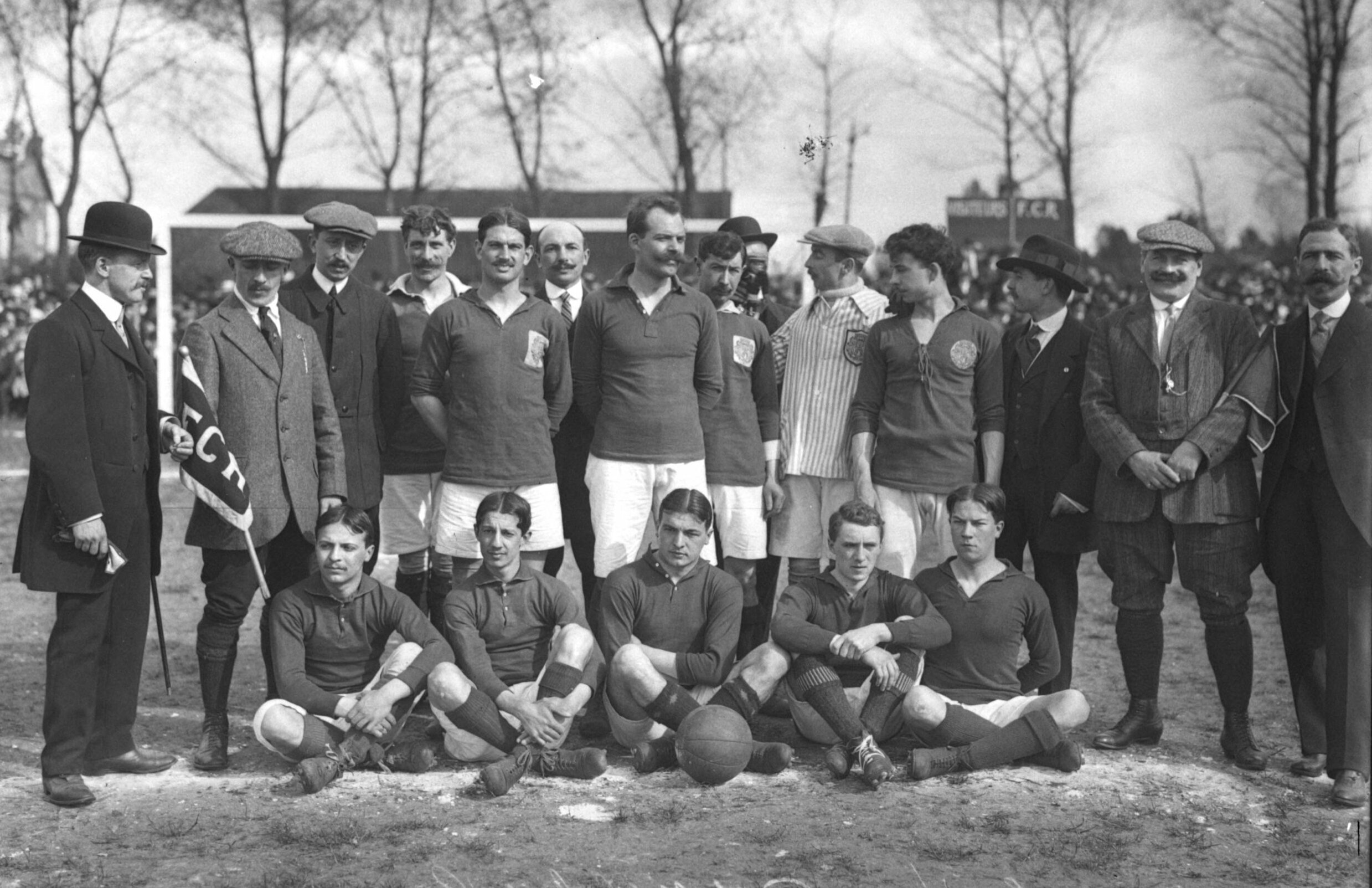
Der FC Rouen 1913

Einer der ältesten und bekanntesten Sportvereine der Stadt ist der 1896 gegründete FC Rouen.
Die Dragons de Rouen sind der lokale Eishockeyclub. Obwohl Frankreich ein Fußball-Land ist, ist der Eishockeyclub, der in der höchsten französischen Spielklasse spielt, in Rouen sehr beliebt.
Jedes Jahr finden in Rouen Anfang Mai als internationales Ereignis die 24 heures motonautiques (24-Stunden-Rennen) statt. Es ist das weltweit einzige Motorbootrennen über diese Zeitdauer.
Rouen war am 22. Juli 1894 Zielort der ersten Automobilwettfahrt der Welt, dem Rennen Paris–Rouen. Von 1950 bis 1993 existierte in unmittelbarer Nähe der Stadt mit dem teilpermanenten Kurs von Rouen-les-Essarts eine der wichtigsten Motorsport-Rennstrecken Frankreichs.
Rouen diente bislang 35-Mal als Etappenort der Tour de France (Stand 2024). Die erste Zielankunft fand im Jahr 1949 statt, ehe das Rennen tagsdrauf weiter nach Saint-Malo führte. Im Jahr 2025 stand auf der 4. Etappe erneut eine Zielankunft in Rouen auf dem Programm, wobei im Finale mit der Côte de la Grand’Mare (124 m) und Rampe Saint-Hilaire (131 m) eine Bergwertung der 4. und 3. Kategorie überquert werden mussten. Die beiden Anstiege befinden sich dabei im Stadtgebiet von Rouen. Der Slowene Tadej Pogačar feierte dabei seinen 100. Karriereerfolg.

#### Freizeit
Am 19. September 2020 wurde der Parc du Champ des Bruyères eröffnet. Bei ihm handelt es sich um den größten Landschaftspark in der Agglomeration Rouen. Der Park befindet sich auf dem Gelände einer ehemaligen Pferderennbahn, wo sich während der deutschen Besatzung ein sogenanntes Heilag, ein Heimkehrerlager, befand, in dem britische Kriegsgefangene auf ihren Austausch mit in England internierten deutschen Kriegsgefangenen warteten.

### Regelmäßige Veranstaltungen
- Das Festival du cinéma nordique (Festival des nordischen Films) wurde von 1988 bis 2010 jedes Jahr im März veranstaltet. Es wurden vor allem Spielfilme aus den nordischen und baltischen Ländern gezeigt.
- Die Armada Rouen oder schlicht Armada ist eine Veranstaltung für Großsegler und andere Schiffe. Sie findet alle vier bis fünf Jahre an der Seine statt und dauert ungefähr zehn Tage.

## Wirtschaft und Infrastruktur
Im Jahr 2009 waren 52,2 Prozent der Erwerbstätigen in der Gemeinde beschäftigt, die anderen waren Pendler. 14,5 Prozent der Arbeitnehmer waren arbeitslos. 0,1 Prozent der Arbeitnehmer waren in der Landwirtschaft beschäftigt, 4,2 Prozent waren Händler, Handwerker oder Unternehmer, 33,4 Prozent waren Angestellte und 14,2 Prozent Arbeiter.

### Verkehr
Das Straßennetz von Rouen ist 210 Kilometer lang, davon sind 16 Kilometer Radwege.

#### ÖPNV

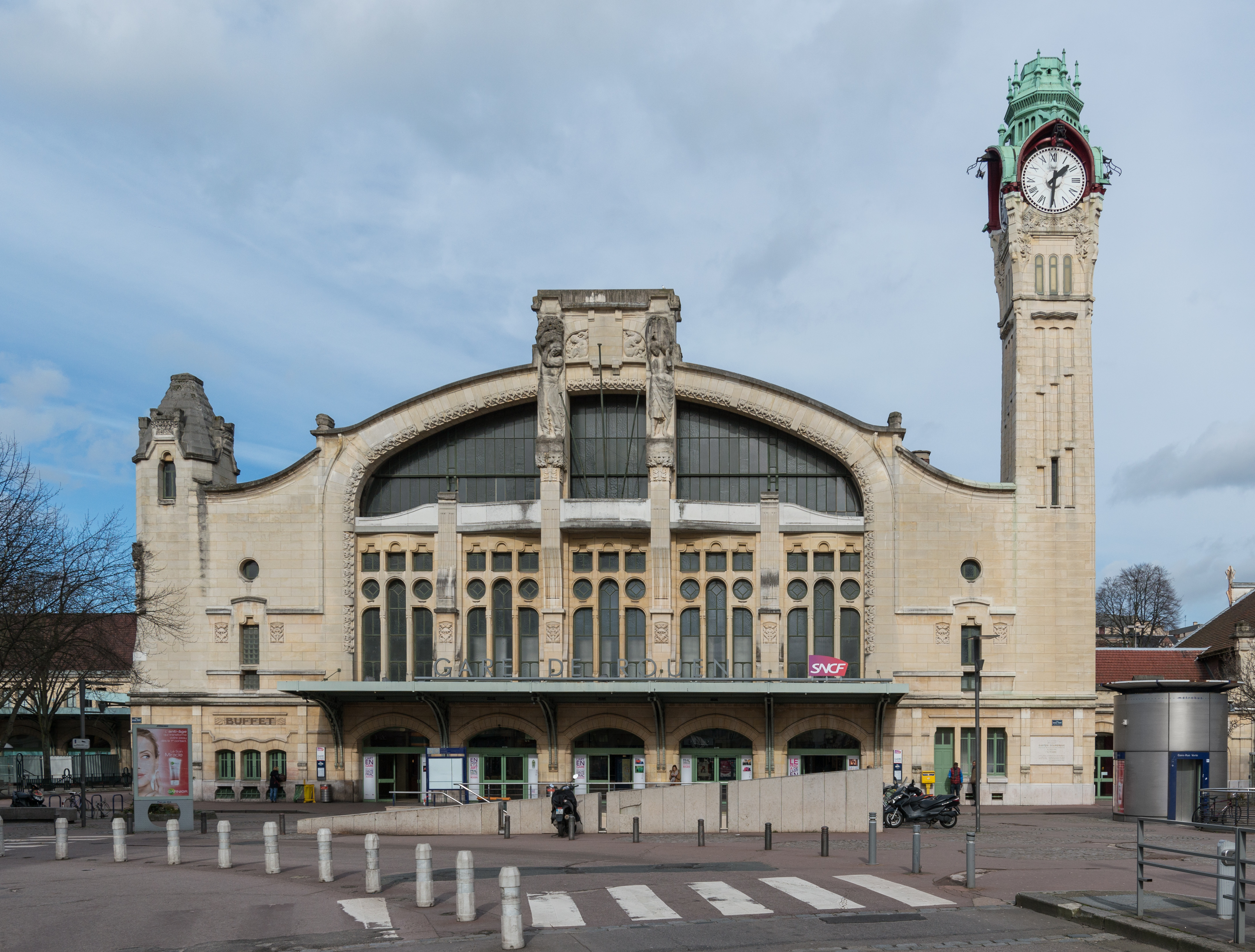
Jugendstilgebäude des Hauptbahnhofes

Vom Hauptbahnhof von Rouen (Gare de Rouen-Rive-Droite) fahren Züge Richtung Paris, Le Havre, Dieppe, Caen, Lyon, Marseille, Amiens und Lille. Dessen Empfangsgebäude, ein Jugendstilgebäude, stammt von 1928.
Die Stadtbahnlinie ist etwa 19 Kilometer lang und hat zwei Abzweige: Boulingrin–Georges Braque und Boulingrin–Technopole. In der Innenstadt (rechtes Seineufer) fährt sie 1,8 Kilometer unterirdisch (→ Straßenbahn Rouen).
Neben der Stadtbahn gibt es noch einige Omnibuslinien. Außerdem gibt es ein spurgeführtes Omnibussystem (TEOR).
Unterirdische Stationen der Stadtbahn Rouen: Joffre-Mutalite, Theatre des Arts (Kunsttheater), Palais de Justice (Justizpalast), Gare rue verte und Beauvoisin (übersetzt: Schöner Nachbar)
Seit September 2020 ist der ÖPNV in Rouen an Samstagen gratis. Ab September 2025 ist der ÖPNV für Personen unter 18 Jahren kostenlos.

#### Hafen

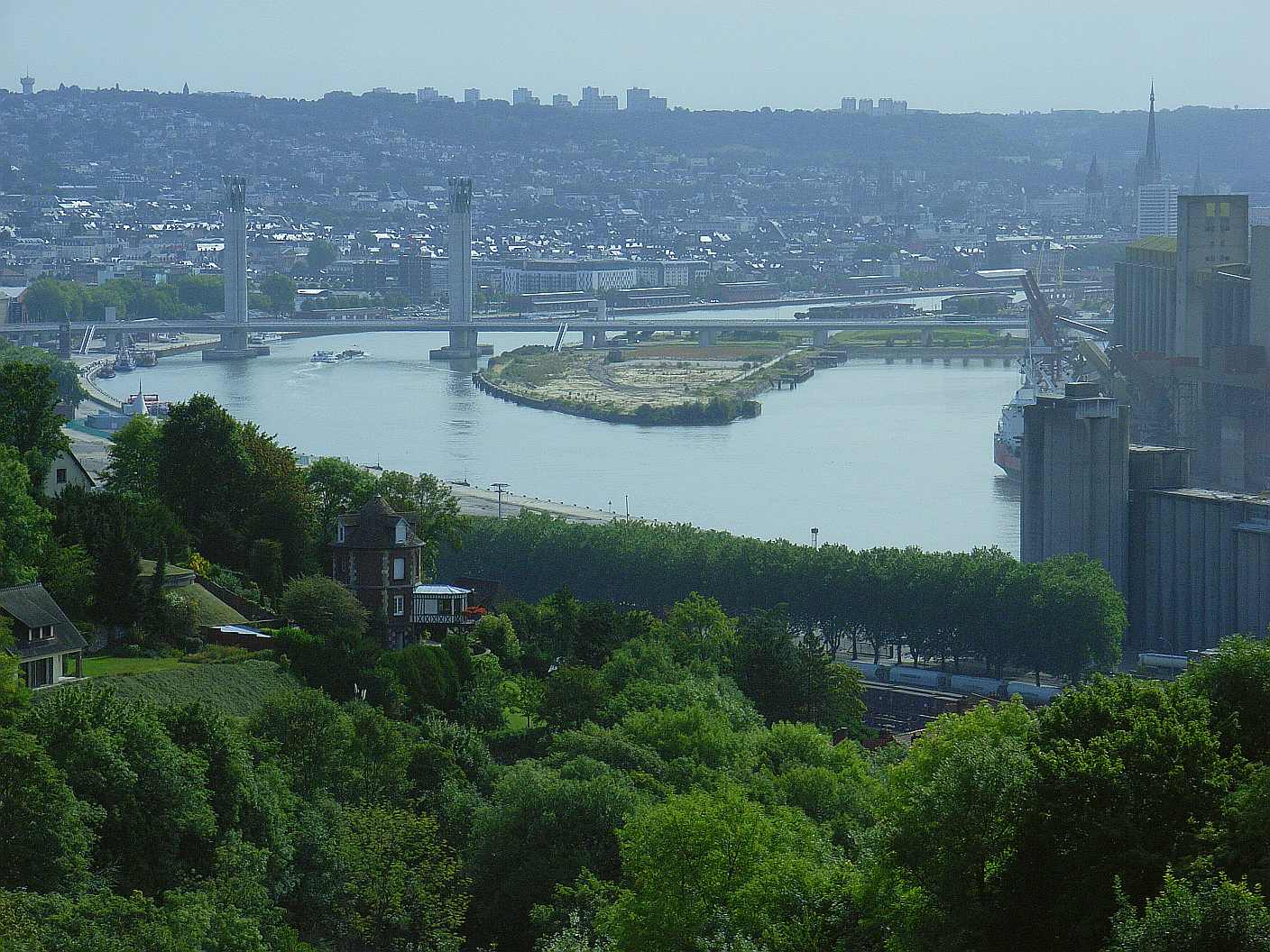
Seine, Pont Gustave Flaubert und Hafenbereich

Rouen befindet sich zwischen Paris und dem Atlantik beziehungsweise dem Ärmelkanal (La Manche) – die Gezeiten sind noch wahrnehmbar.
Der Hafen befindet sich 80 Kilometer von der Flussmündung entfernt. Gleichwohl ist er zugleich Fluss- und Seehafen. Die maximale Schiffslänge beträgt 260 Meter bei maximal etwa 150.000 Tonnen.
Bei Einbeziehung aller Schiffsgrößen ist Rouen der 28. europäische Hafen und der fünfte Frankreichs (nach Marseille Europort, Hafen Le Havre, Dunkerque, Saint-Nazaire). Es ist der größte europäische Getreidehafen und der größte französische Hafen für Mehl und Düngemittel. Vor allem durch die Ende 2012/Anfang 2013 stillgelegte Raffinerie Petit-Couronne kam auch Öltransportverkehr zustande.
Alle vier bis fünf Jahre kommen mehrere Millionen Besucher zur Schiffsschau (Armada) der weltgrößten Segelschiffe. Die 2008 eingeweihte Seinebrücke Gustave Flaubert gilt mit einer Gesamthöhe von 86 Metern als höchste Hubbrücke Europas und dritthöchstes Bauwerk der Stadt.

### Bildung
An der Universität Rouen studieren etwa 24.000 Personen. In Rouen gibt es darüber hinaus vierzehn Collèges, 25 Grundschulen, 29 École maternelles und siebzehn Gymnasien.
Die Stadt beherbergt auch die École supérieure d’ingénieurs en génie électrique, eine Hochschule für Elektrotechnik, und UniLaSalle, eine landwirtschaftliche Ingenieurschule.

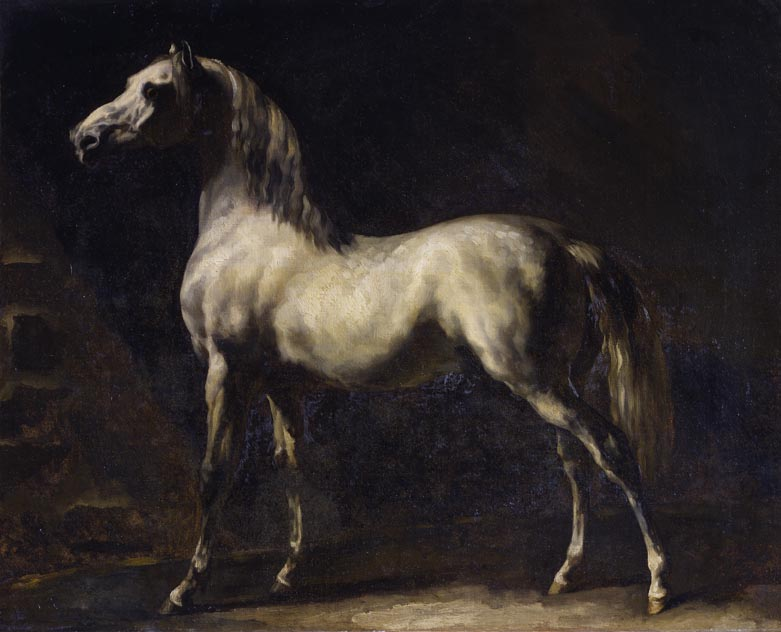
Cheval arabe blanc-gris („weißgraues Araberpferd“) von Théodore Géricault im Musée des Beaux-Arts de Rouen

## Persönlichkeiten

### Söhne und Töchter der Stadt
- Nicolas Filleul (1537–nach 1590), Schriftsteller

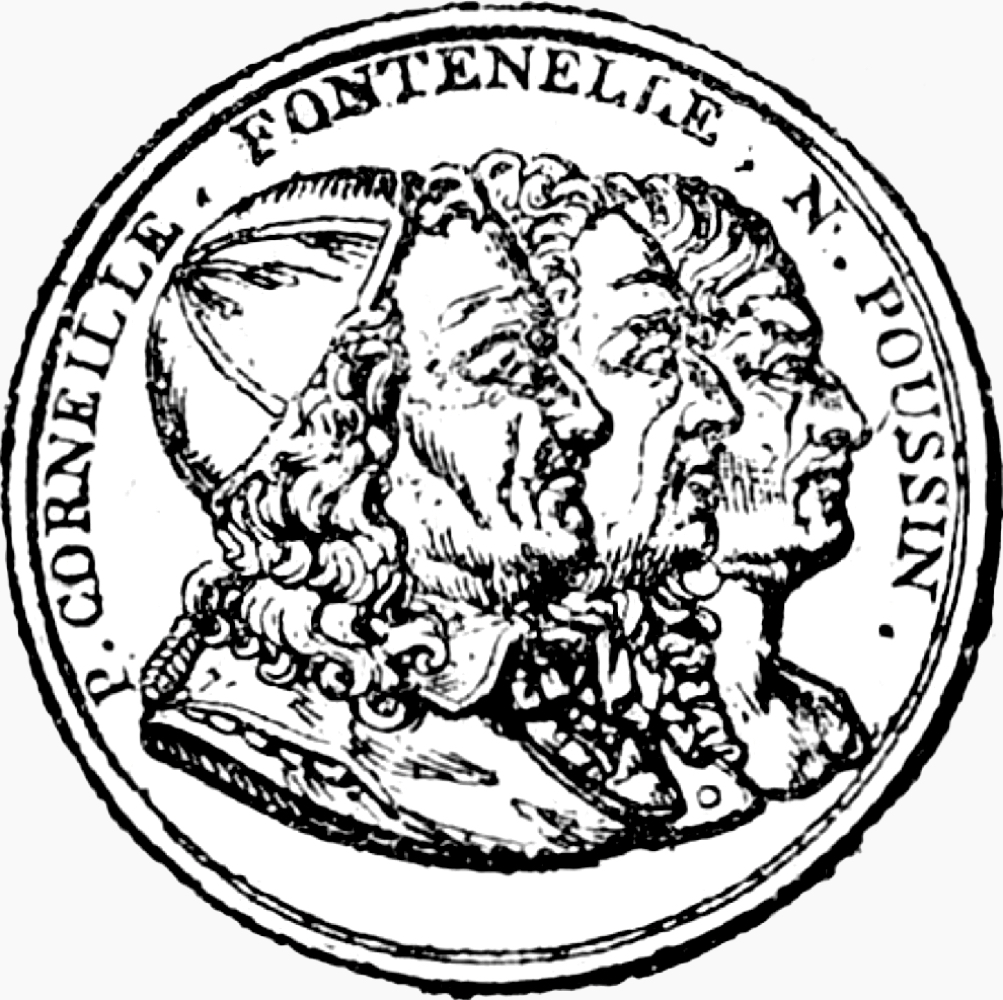
Das Siegel der Académie des Sciences, Belles-Lettres et Arts de Rouen aus dem 17. Jahrhundert zeigt Pierre Corneille, Bernard le Bovier de Fontenelle und Nicolas Poussin

- Pierre Mainfray (1580–1630), Dichter und Dramatiker
- Samuel Bochart (1599–1667), reformierter Theologe und Orientalist, Geograph und Naturforscher
- Balthasar Moncornet (1600–1668), Maler, Kupferstecher und Verleger
- Pierre Corneille (1606–1684), Schriftsteller
- Noël Alexandre (1639–1724), römisch-katholischer Theologe und Kirchenhistoriker
- Mademoiselle de Champmeslé (1642–1698), Schauspielerin
- René-Robert Cavelier, Sieur de La Salle (1643–1687), Entdecker von Louisiana
- Jean Jouvenet (1644–1717), Maler des Klassizismus
- Anne de La Roche-Guilhem (1644–1707), Schriftstellerin
- Nicolas Desmares (1645–1714), Schauspieler
- Jacques Basnage (1653–1723), protestantischer Theologe, Prediger, Kirchenhistoriker, Hebraist, Diplomat, Schriftsteller und Übersetzer
- Bernard le Bovier de Fontenelle (1657–1757), Schriftsteller
- Paul Lucas (1664–1737), Kaufmann, Forschungsreisender und Altertumskundler im Dienst Ludwigs XIV.
- Jean-Laurent Le Cerf de La Viéville (1674–1707), Musikwissenschaftler
- Pierre François Le Courayer (1681–1776), katholischer Theologe in Paris, nach 1728 im englischen Exil
- François d’Agincour (1684–1758), Cembalist, Organist und Komponist
- François Campion (um 1686–um 1748), Lautenist der Pariser Oper und Komponist.[45]
- Jean Restout der Jüngere (1692–1768), Maler des Frühklassizismus
- Jean-François Du Resnel du Bellay (1692–1761), Mitglied der Académie française
- Louis-François Néel de Christot (1698–1775), Bischof von Séez
- Jacques Duphly (1715–1789), Cembalovirtuose und Komponist
- Madame Drouin (1720–1803), Schauspielerin der Comédie-Française
- Marie Charlotte Hippolyte de Campet de Saujon (1725–1800), Adlige, Salonnière und Femme de lettres
- Gérard de la Barthe (1730–1810), Zeichner, Radierer und Maler
- Jacques-Christophe Valmont de Bomare (1731–1807), Naturforscher
- Jean Baptiste Charlemagne-Baudet (1734–1789), französisch-russischer Bildhauer
- Guillaume André René Baston (1741–1825), Hochschullehrer, Bischof von Sees
- Nicolas-Étienne Framéry (1745–1810), Librettist und Komponist
- Jean-Jacques Lequeu (1757–1826), Architekt
- Franz Gabriel von Bray (1765–1832), Diplomat und Naturforscher
- Jean-Édouard Adam (1768–1807), Physiker und Chemiker
- François-Adrien Boieldieu (1775–1834), Komponist
- Pierre Louis Dulong (1785–1838), Physiker und Chemiker
- Théodore Géricault (1791–1824), Maler
- Louis Antoine Desmoulins (1794–1828), Naturforscher, Anatom und Arzt
- Armand Carrel (1800–1836), Publizist
- Jules de Blosseville (1802–1833), Marineoffizier und Forschungsreisender
- Charles Brook Dupont-White (1807–1878), Volkswirt und Publizist
- Alexandre-Gabriel Lemonnier (1808–1884), Juwelier
- Hippolyte de Villemessant (1810–1879), Journalist
- Émile Perrin (1814–1885), Maler, Kunstkritiker, Theaterdekorateur und Theaterleiter
- Amélie Bosquet (1815–1904), Schriftstellerin
- Alfred Le Poittevin (1816–1848), Schriftsteller
- Gustave Flaubert (1821–1880), Schriftsteller
- Joseph-Henri Altès (1826–1895), Flötist und Komponist
- Charles Lenepveu (1840–1910), Komponist und Musikpädagoge
- Paul Baudoüin (1844–1931), Genre-, Landschafts- und Dekorationsmaler
- Paul-Augustin Lecœur (1848–1942), Bischof von Saint-Flour
- Eugène Henri Cauchois (1850–1911), Blumenmaler
- Georges Dubosc (1854–1927), Maler und Journalist
- Ernest Morel (1854–1918), Publizist, Zeichner und Aquarellist
- Henri Vignet (1857–1920), Maler, Bühnenbildner und Antiquitätenhändler
- Fernando Lahille (1861–1940), argentinischer Meeresbiologe, Ichthyologe, Parasitologe und Hochschullehrer
- Charles Vincent (1862–1918), Bildhauer
- Henri Adam (1864–1917), Maler
- Maurice Leblanc (1864–1941), Schriftsteller
- Albert Lambert (1865–1941), Theater- und Stummfilmschauspieler
- Charles Nicolle (1866–1936), Mediziner und Nobelpreisträger
- Léon Saint-Réquier (1872–1964), Komponist, Organist und Musikpädagoge
- Marcel Delaunay (1876–1959), Künstler
- Marcel Couchaux (1877–1939), Maler
- Maurice Louvrier (1878–1954), Maler, Schriftsteller und Schauspieler
- Léon Fabert (1881–1936), Automobilrennfahrer
- Eugène Tirvert (1881–1948), Maler
- Heinrich Herm (1882–1948), Jurist und Schriftsteller
- Paul Duboc (1884–1941), Radrennfahrer
- Marcel Dupré (1886–1971), Komponist und Organist
- Alfred Dunet (1889–1939), Maler
- Pierre Hodé (1889–1942), Maler, Zeichner und Illustrator
- Adrien Drancé (1891–1980), Automobilrennfahrer
- Michel Frechon (1892–1974), Maler
- Jean Thieulin (1894–1960), Maler
- Philippe Étancelin (1896–1981), Rennfahrer
- Paul Torchy (1897–1925), Automobilrennfahrer
- Pierre Le Trividic (1898–1960), Maler und Buchillustrator
- Armand Salacrou (1899–1989), Dramatiker und Drehbuchautor
- Josette Hébert-Coëffin (1907–1973), Bildhauerin und Medailleurin
- Baro Ferret (1908–1978), Gitarrist und Komponist
- Sarane Ferret (1912–1970), Gitarrist
- Jean Fournet (1913–2008), Dirigent
- Matelo Ferret (1918–1989), Gitarrist
- Pierre Labric (* 1921), Organist, Komponist und Musikpädagoge
- Roger Queugnet (1923–2020), Radrennfahrer
- Jacques Rivette (1928–2016), Filmregisseur
- Philippe Breton (1936–2020), katholischer Geistlicher, Bischof von Aire und Dax
- François Lespinasse (* 1936), Kunstbuchautor und Spezialist für die Malerschule École de Rouen
- Cathia Caro (* 1943), Schauspielerin
- Christine de Colombel (* 1943), Bergsteigerin und Autorin
- Mario Pecqueur (1946–2022), Schauspieler
- Roger Bonnard (* 1947), Maler und Grafiker
- Anny Duperey (* 1947), Schauspielerin
- Patrick Dehornoy (1952–2019), Mathematiker
- François Hollande (* 1954), Politiker und Staatspräsident von Frankreich
- Serge Adam (* 1957), Jazzmusiker
- Dominique Lebrun (* 1957), Erzbischof von Rouen
- Laurence Elloy (* 1959), Hürdenläuferin
- Gess (* 1961), Comiczeichner
- Nathalie David (* 1963), Filmemacherin, Zeichnerin und Fotografin
- Philippe Bouvatier (1964–2023), Radrennfahrer
- Philippe Torreton (* 1965), Schauspieler
- Stéphan Caron (* 1966), Schwimmer
- Karin Viard (* 1966), Schauspielerin
- Laurent Duhamel (* 1968), Fußballschiedsrichter
- Édouard Philippe (* 1970), Politiker
- David Trezeguet (* 1977), Fußballspieler
- Thomas Pesquet (* 1978), Mitglied des ESA-Astronautenteams
- Jean-Pascal Mignot (* 1981), Fußballspieler
- Thomas Jolly (* 1982), Schauspieler
- Nathalie Péchalat (* 1983), Eiskunstläuferin
- Ydrissa M’Barke (* 1983), Sprinter
- Perceval Gaillard (* 1983), Politiker
- Benjamin Alard (* 1985), Cembalist und Organist
- Ian Mahinmi (* 1986), Basketballspieler
- Jade Laroche (* 1989), Stripperin und Pornodarstellerin
- Amaury Vassili (* 1989), Sänger und Tenor
- Manon Arcangioli (* 1994), Tennisspielerin
- Enzo Crivelli (* 1995), Fußballspieler
- Nicolas Jamin (* 1995), Autorennfahrer
- Pierre Gasly (* 1996), Automobilrennfahrer
- Rilès Kacimi (* 1996), Rapper, Songwriter und Produzent
- Thibaud Briet (* 1999), Handballspieler
- Léonie Cambours (* 2000), Leichtathletin
- Iliman Ndiaye (* 2000), senegalesischer Fußballspieler
- Aurélien Tchouaméni (* 2000), Fußballspieler
- Hugo Toumire (* 2001), Radrennfahrer
- Mokrane Bentoumi (* 2005), französisch-algerischer Fußballspieler

### Personen, die im Ort gewirkt haben
- Ansbert von Rouen, Bischof von Rouen und Kanzler des westfränkischen Reiches
- Pierre Cauchon (1370–1442), Bischof von Beauvais, führte in Rouen den Prozess gegen Jeanne d’Arc
- Augustin Marlorat (1506–1562), französischer Reformator und Märtyrer, der in Rouen hingerichtet wurde
- Jacques Guillaume Thouret (1746–1794), Anwalt und Revolutionär wurde 1789 durch den Dritten Stand von Rouen in den letzten Generalstand des Ancien Régime gewählt
- Ambroise Louis Garneray (1783–1857), Maler und Kupferstecher, wurde 1833 Direktor des Museums in Rouen
- Raymond Duchamp-Villon (1876–1918), Maler und Bildhauer, wurde in Damville in der Nähe von Rouen geboren, hatte 1905 Ausstellungen in Rouen
- Max Schirschin (1921–2013), Fußballspieler und Fußballtrainer
- Jacques Anquetil (1934–1987), fünfmaliger Sieger der Tour de France, wurde in Mont-Saint-Aignan geboren und starb in Rouen

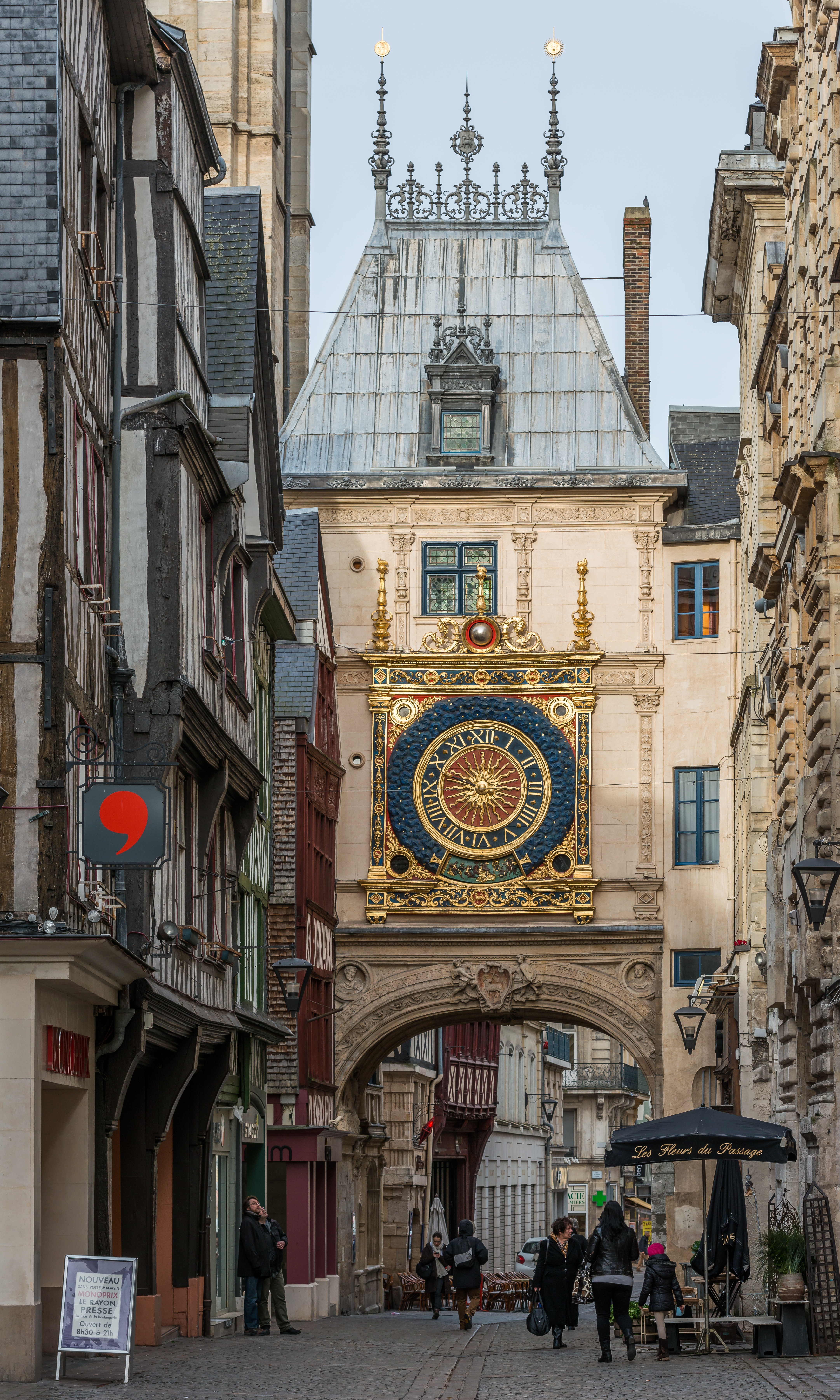
Rue du Gros Horloge, Große Uhrarkade aus dem 16. Jh.
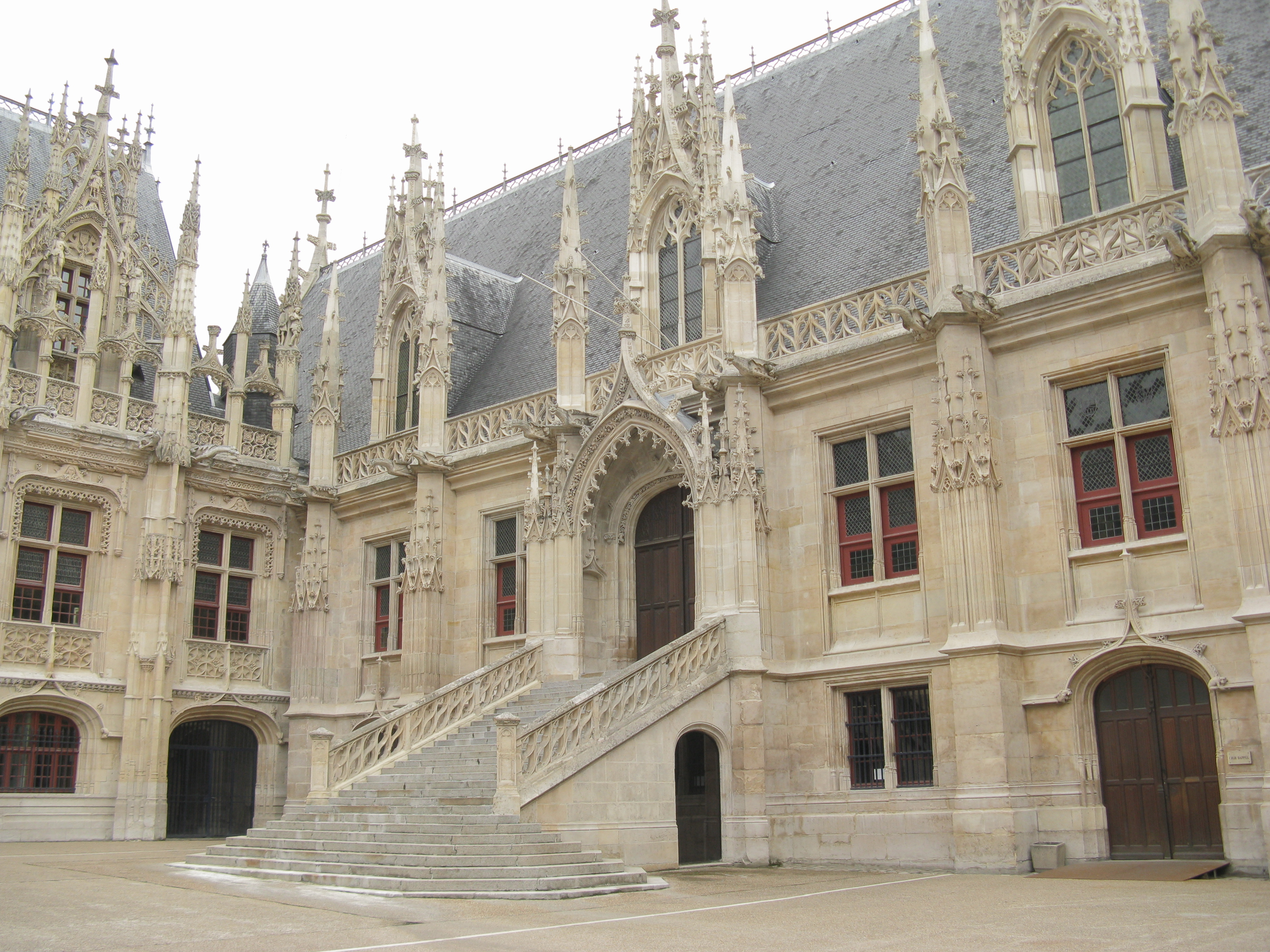
Justizpalast von Rouen, gotisches Zivilbaudenkmal
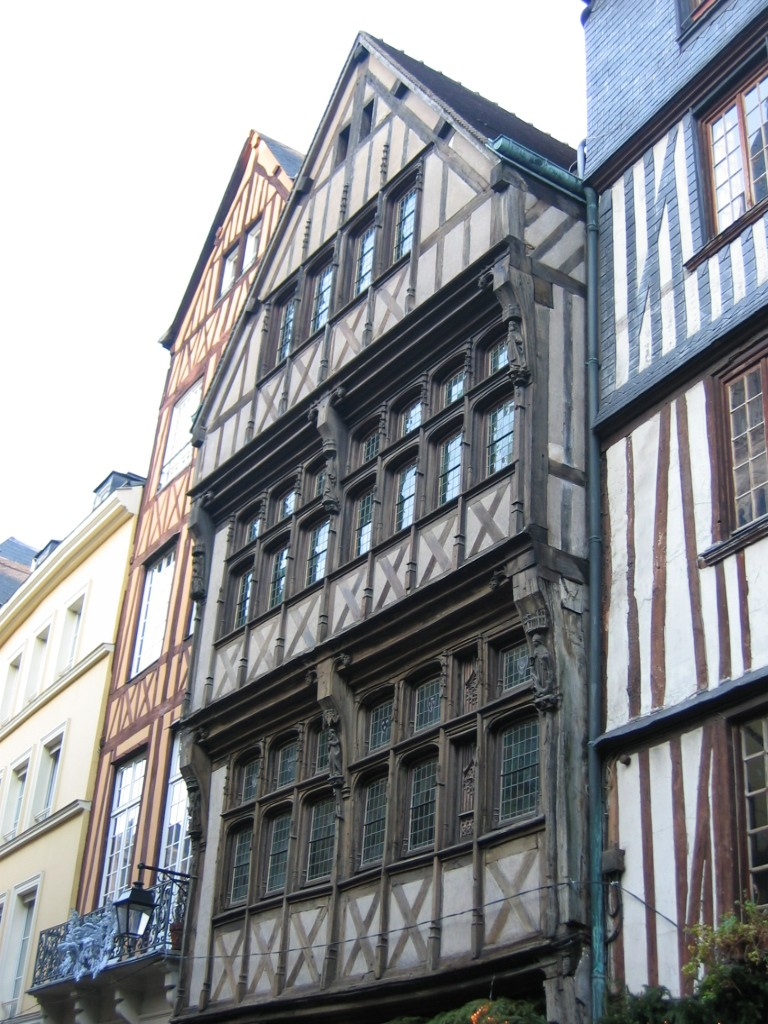
In der Altstadt von Rouen, Vorkragen 15.–16. Jh.
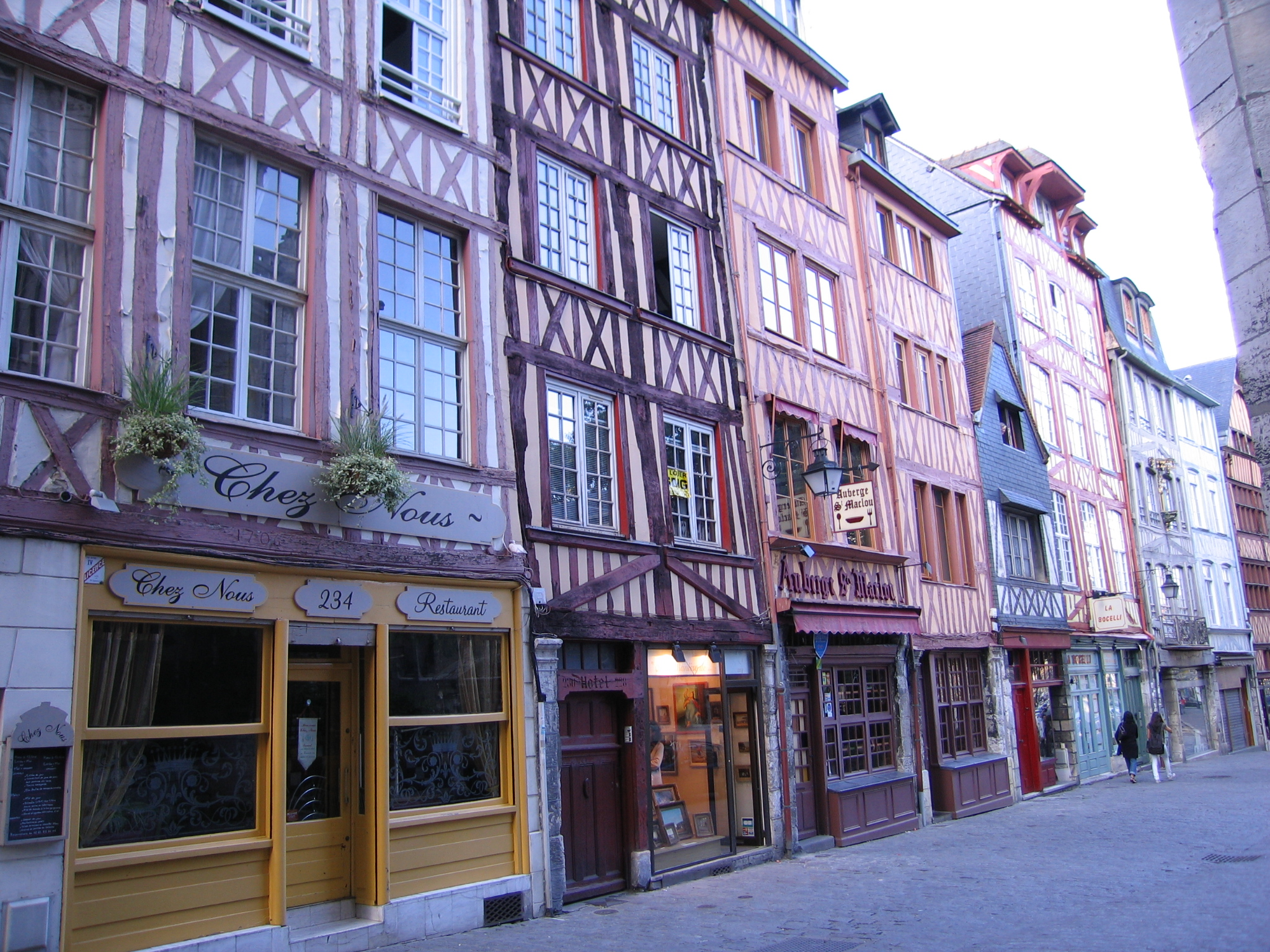
Straße mit Fachwerkhäusern
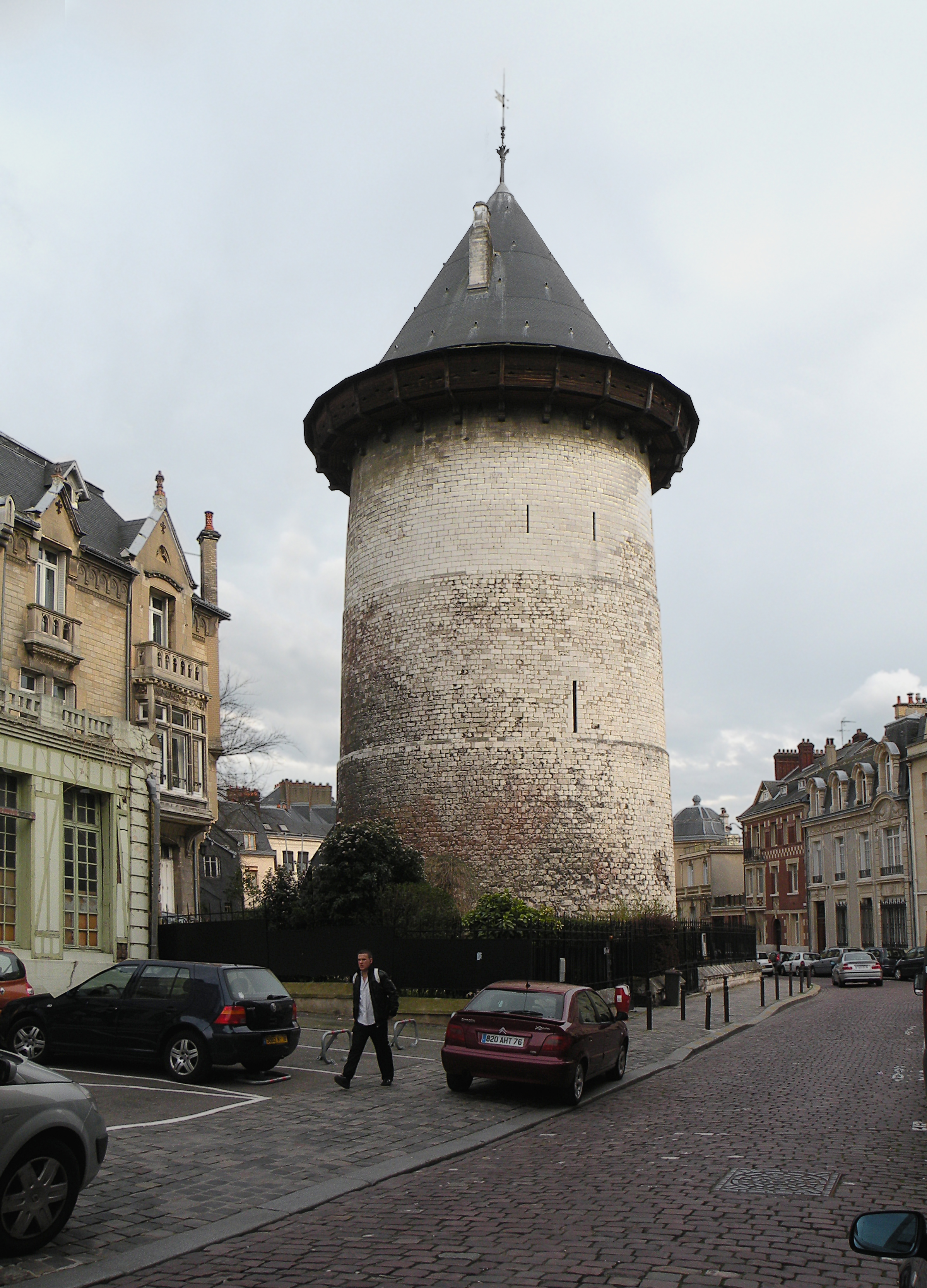
Tour Jeanne d’Arc